# Empúries
Empúries (altgriechisch Ἐμπόριον Emporion, lateinisch Emporiae, spanisch Ampurias) war eine antike griechische (ionische) Apoikie in der heutigen katalanischen Provinz Girona im äußersten Nordosten Spaniens. Sie ging auf eine um 600 v. Chr. entstandene Handelsniederlassung (Emporion) und eine später begründete Siedlung zurück.

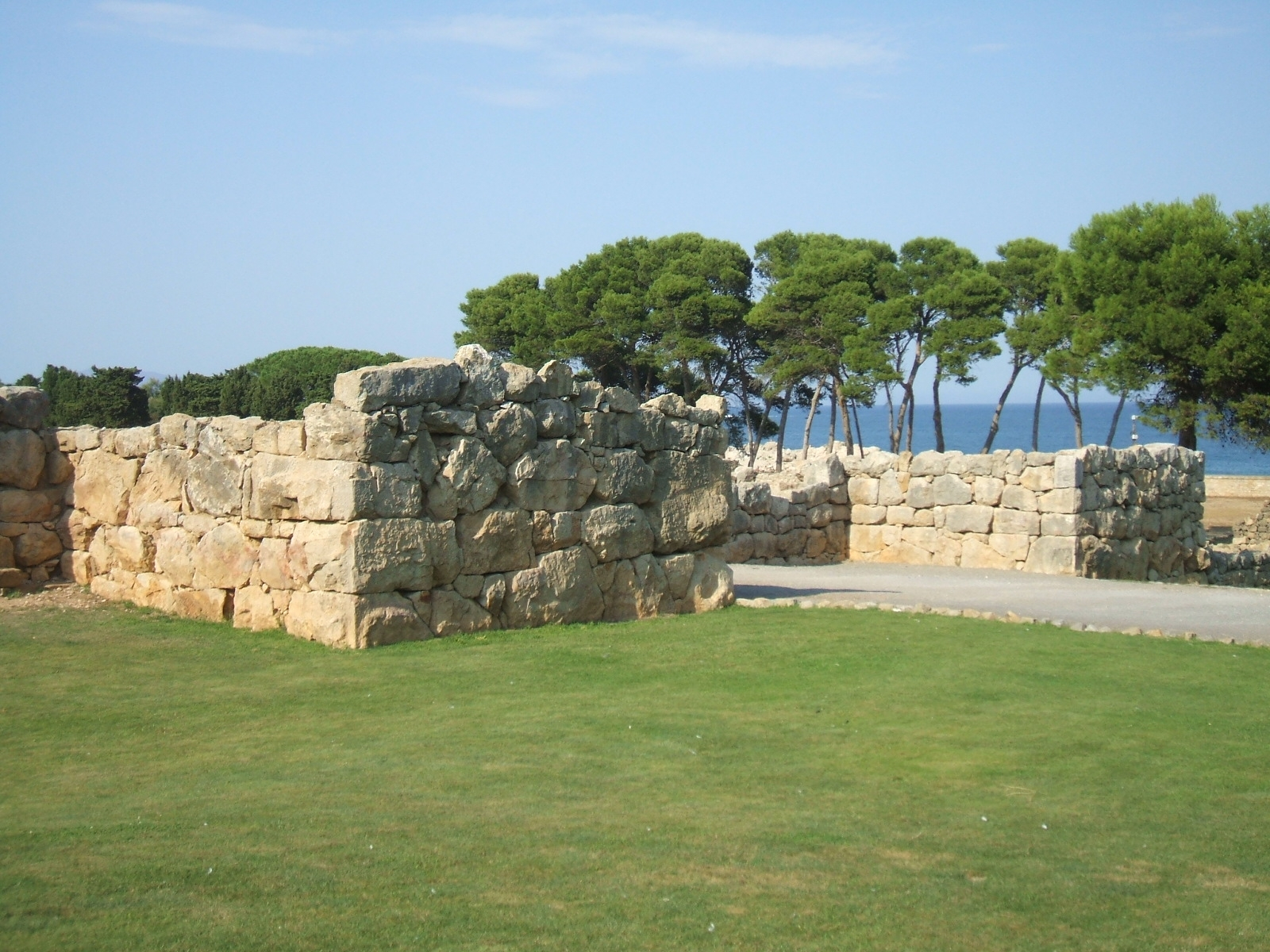
Empúries, südliches Tor der Neapolis

Die sichtbaren Teile sind als archäologischer Park mit angeschlossenem Museum (Museu d’Arquelogia de Catalunya-Empúries) zugänglich, die sogenannte Hafenmole der griechischen Anlage liegt direkt an einem Badestrand. Die Stadt bestand in der Antike aus drei Teilen, der frühesten „Altstadt“ (Palaiapolis) auf dem Hügel von Sant Martí d’Empúries, der griechisch-iberischen Neustadt (Neapolis) und der römischen Municipalstadt. Da Sant Martí auch im Mittelalter und der Neuzeit besiedelt war, reicht die Geschichte der Stadt von der Eisenzeit mit einer quellenlosen Phase im frühen Mittelalter bis in die heutige Zeit. Eine Blütezeit erlebte die Stadt in hellenistischer Zeit und in der frühen römischen Kaiserzeit. In römischer Zeit wurde Empúries von zahlreichen Schriftstellern wie Livius, Polybios oder dem Geographen Strabon als bedeutende Stadt und Hafen an der spanischen Mittelmeerküste erwähnt.

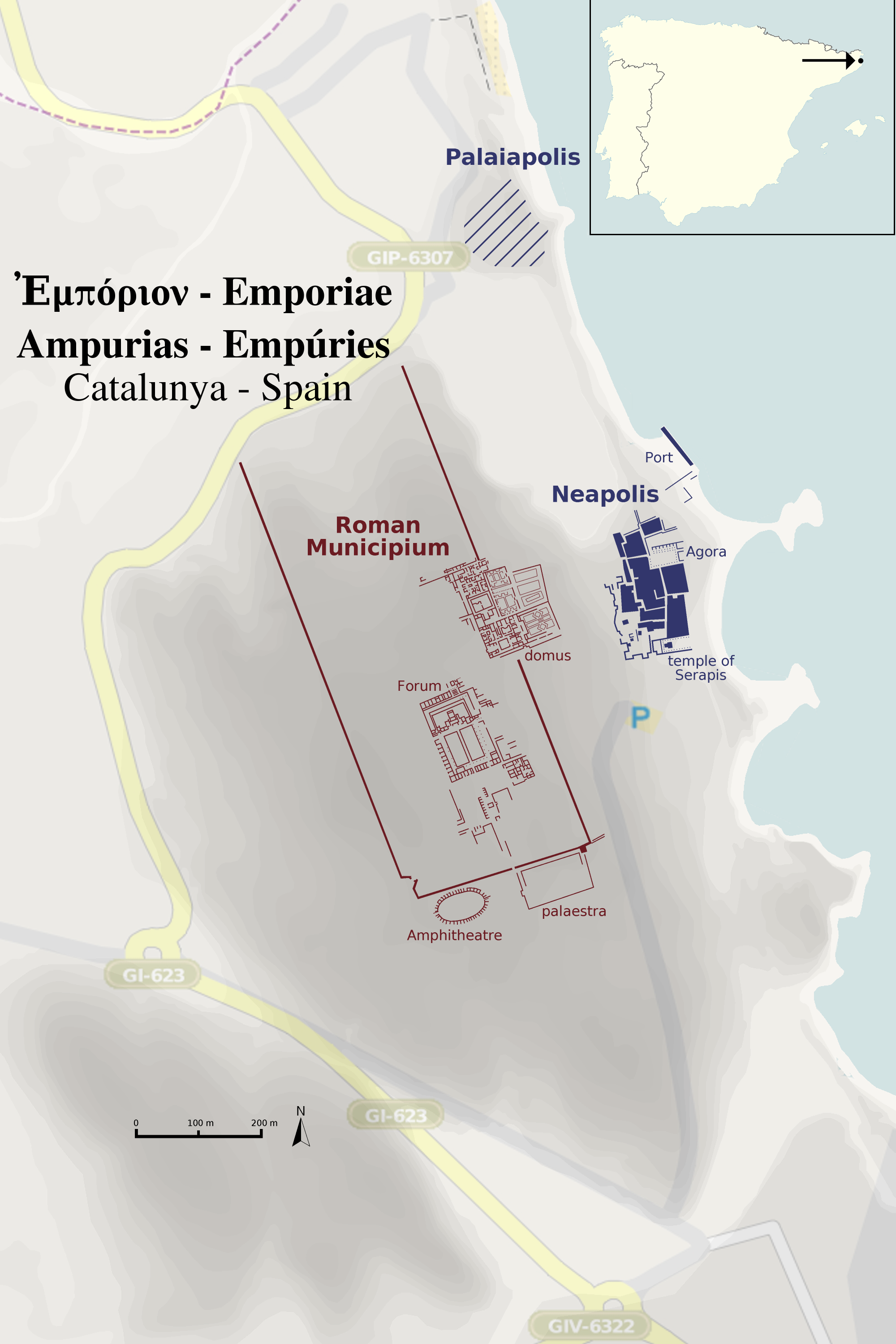
Lageplan der Palaiapolis (blau, schraffiert), Neapolis (blau) und der römischen Planstadt (rot)

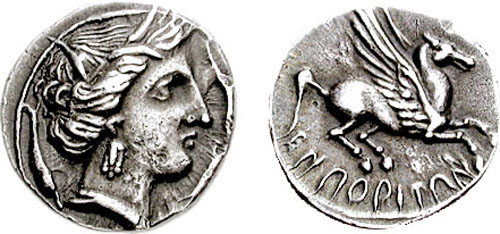
Silberdrachme aus Emporion, VS: Arethusa und drei Delphine; RS: Pegasos und Legende „ЕМПОРІТΩΝ“

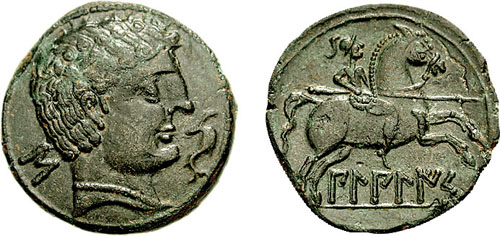
Iberische Nachahmung des emporitanischen Münzmotivs

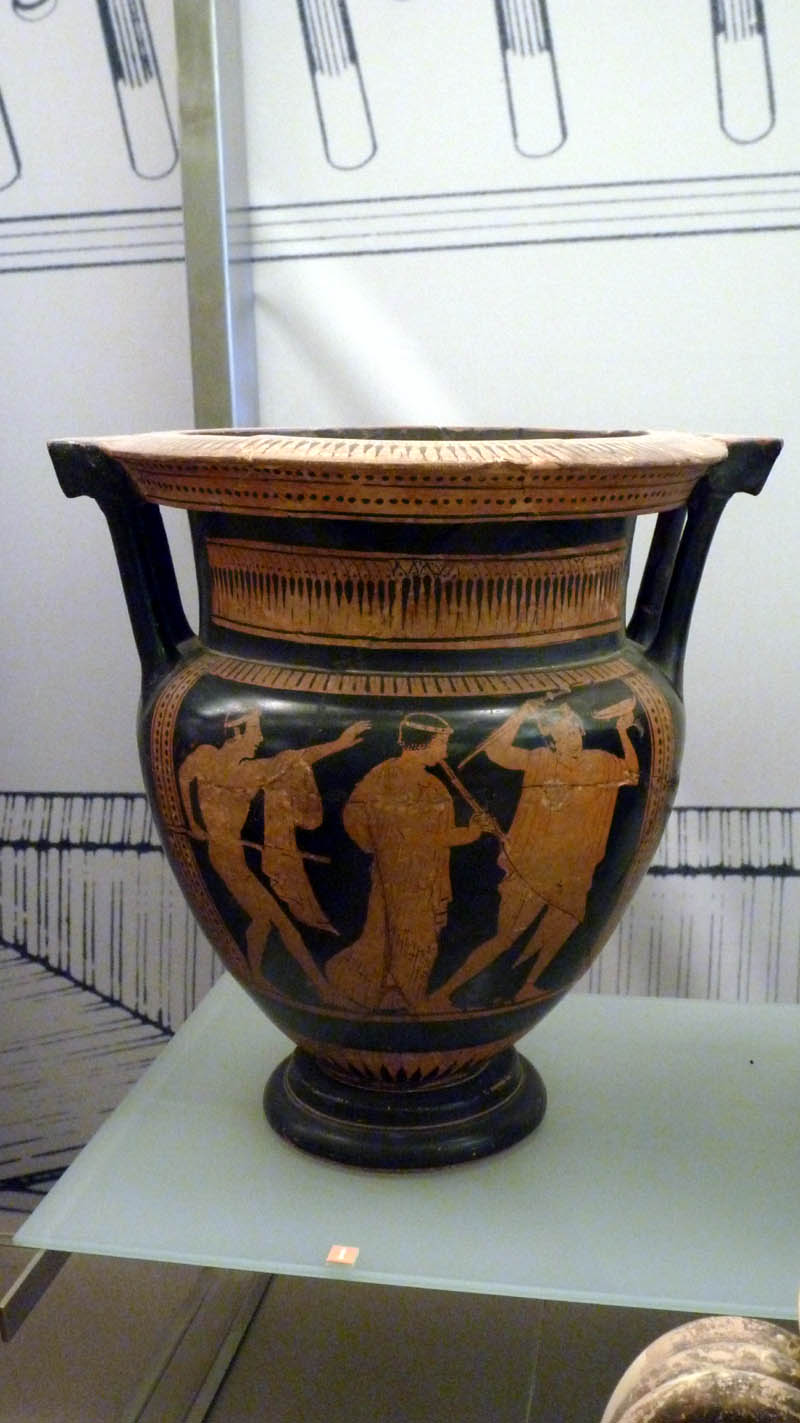
Importierte Rotfigurige Keramik, Fundort Emporion

## Lage
Die Stadt liegt 35 Kilometer südlich der französischen Grenze in der Gemarkung der Stadt L’Escala am Golf von Roses in Katalonien. Die Ruinen von Empúries gaben der Region Empordà (spanisch Ampurdán) und der Marina Empuriabrava ihre Namen. Das Gebiet um die Palaiapolis (Altstadt) beim heutigen Sant Martí d’Empúries, einem Teilort von L’Escala, war zur damaligen Zeit noch eine Insel, die heute weiter nördlich liegende Mündung des Flusses Fluvià (lateinisch Clodianus) wurde als natürlicher Hafen genutzt. Strabon gab die Entfernung zu den Pyrenäen mit etwa 200 Stadien an.
Die Insellage griechischer Handelsniederlassungen ist in der Region sehr häufig, etwa vergleichbar mit Massilia, dem heutigen Marseille an der Mündung der Rhône, oder Agde an der Mündung des Hérault. Das Gebiet ist umgeben von brackigen Gewässern, Mooren und Schilfmeeren, die typisch für die Küste des Ampurdán sind. Die Flussmündung unterhalb des Hügels der Palaiapolis bot als einer der wenigen Häfen der spanischen Ostküste Schutz vor Stürmen.

## Geschichte

### Phokäische Stadtgründung
Die früheste Geschichte der Stadt beginnt mit der Gründung einer als Emporion bezeichneten Handelsniederlassung durch Phokäer aus Massilia um 600 v. Chr. Kurz nach der Gründung Massilias entstanden in der Region weitere phokäische Kolonien wie Agde und Rhode, das heutige Roses. Sie vermittelten den Handel mit den iberischen Gebieten im Landesinneren sowie den punischen Städten an der Südküste Spaniens und auf den Balearen. Wirtschaftliche Grundlage dieser Siedlungen war der Tausch hochwertiger Importprodukte wie Metall- oder Tonwaren gegen landwirtschaftliche Produkte und Erze aus dem Binnenland.
Im heutigen Katalonien trafen die griechischen Siedler auf eine seit dem 6. Jahrhundert v. Chr. fassbare Entwicklung, die Ausbreitung der iberischen Kultur nach Norden bis in das heutige Südfrankreich, den Übergang von spätbronzezeitlichen Kulturen zur Eisenzeit. Belegt ist dies durch Funde zahlreicher iberischer Schriftzeugnisse, Leitformen der verwendeten Keramik und Vorstufen einer städtischen Kultur. Der Einfluss der griechischen Kolonie wird anschaulich im nahe gelegenen iberischen Oppidum von Ullastret. Neben importierter griechischer Keramik sind dort eine hellenistische Stadtmauer, ein Heiligtum am höchsten Punkt des Hügels ähnlich einer Akropolis sowie ein agoraartiger Platz nachgewiesen.
Zusammen mit der um 500 v. Chr. gegründeten graeco-iberischen Wohnsiedlung Neapolis bildete die nun Palaiapolis („Altstadt“) genannte Handelsniederlassung die Polis Emporion, eine der westlichsten Gründungen der griechischen Kolonisation im Mittelmeer. Strabon berichtete, dass sich in der Nähe der griechischen Siedlung Iberer vom Stamm der Indigeten niedergelassen hatten. Zum Schutz hätten Iberer und Griechen später eine gemeinsame Mauer errichtet. Auf diese Weise sei eine griechisch-iberische Doppelstadt mit gemeinsamer Verfassung entstanden. Eine ausführliche Darstellung bei Livius ist mit den Angaben Strabons weitgehend identisch. Beide Berichte gehen möglicherweise auf eine Vorlage des Poseidonios zurück. Sie beschreiben die Entwicklung vom Handelsposten zur Stadtanlage der Neapolis, als die Stadt vom Hügel der Palaiapolis durch Anlage der Neustadt nach Süden erweitert wurde. Die Altstadt bestand weiterhin unter dem neuen Rechtsstatus und blieb über das Ende der Antike hinaus besiedelt.
Die Stadt prägte Münzen im punischen Münzfuß mit dem Pegasos auf der Rückseite und der griechischen Legende ЕМПОРІТΩΝ (Genitiv). Zeichen für den durch Handel geförderten kulturellen Austausch mit den Iberern waren Imitationen dieses Motivs auf iberischen Münzen, auf denen statt des Pegasos häufig ein Pferd mit Reiter in ähnlicher Pose zu sehen war.

Die römische Eroberung der iberischen Halbinsel 218–19 v. Chr.

### Römische Republik
Gegen Ende des 3. Jahrhunderts v. Chr. war die Stadt im äußersten Nordosten der iberischen Halbinsel Ausgangspunkt der römischen Eroberung. In der Frühzeit des Zweiten Punischen Krieges ging dort 218 v. Chr. die erste römische Armee auf spanischem Boden unter Cn. Cornelius Scipio an Land. 210 v. Chr. landete dort die römische Verstärkung des P. Cornelius Scipio Africanus.
Wohl aufgrund der Verdienste der Bewohner im Zweiten Punischen Krieg behielt Empúries den Status als formal unabhängige verbündete Civitas (urbs sociorum) und blieb eine bedeutende Stadt an der Ostküste der Provinz Hispania citerior. Während der langwierigen Eroberung Spaniens durch die Römer war das noch immer griechisch geprägte Empúries ein wichtiger Hafen für den Nachschub, so unter der Statthalterschaft des M. Porcius Cato 195 v. Chr. Oberhalb der Neapolis befand sich auf einem leicht ansteigenden Hügel im 2. Jahrhundert v. Chr. eine kleine römische Militärstation (praesidium), die gegen Ende des Jahrhunderts aufgegeben wurde. An ihre Stelle trat eine römische Planstadt in langrechteckiger Form (300 × 750 m), die den lateinischen Namen Emporiae trug. Der gemeinsame Rechtsstatus in republikanischer Zeit war vermutlich als foedus aequo iure geregelt, das bedeutet, die Stadt war auf dem Papier gleichwertiger Verbündeter Roms. In der Kaiserzeit ist sie als Municipium belegt.
Wann und auf welche Weise sich die Rechtsform von einer verbündeten griechischen Stadt zu einer Ansiedlung Bürger latinischen Rechts wandelte, kann wegen mangelnder Schriftquellen nur vermutet werden. Sallust berichtete, dass Gnaeus Pompeius Magnus den Winter 77 v. Chr. nach Niederwerfung des Sertoriusaufstandes in dieser Gegend verbrachte. Denkbar ist, dass sich Emporiae später im Bürgerkrieg zwischen Caesar und Pompeius auf die Seite der Pompeianer geschlagen hatte und hierfür bestraft wurde. Nach der Schlacht von Munda 45 v. Chr. ließ Caesar dort jedenfalls Veteranen ansiedeln, wie Livius vermerkte.

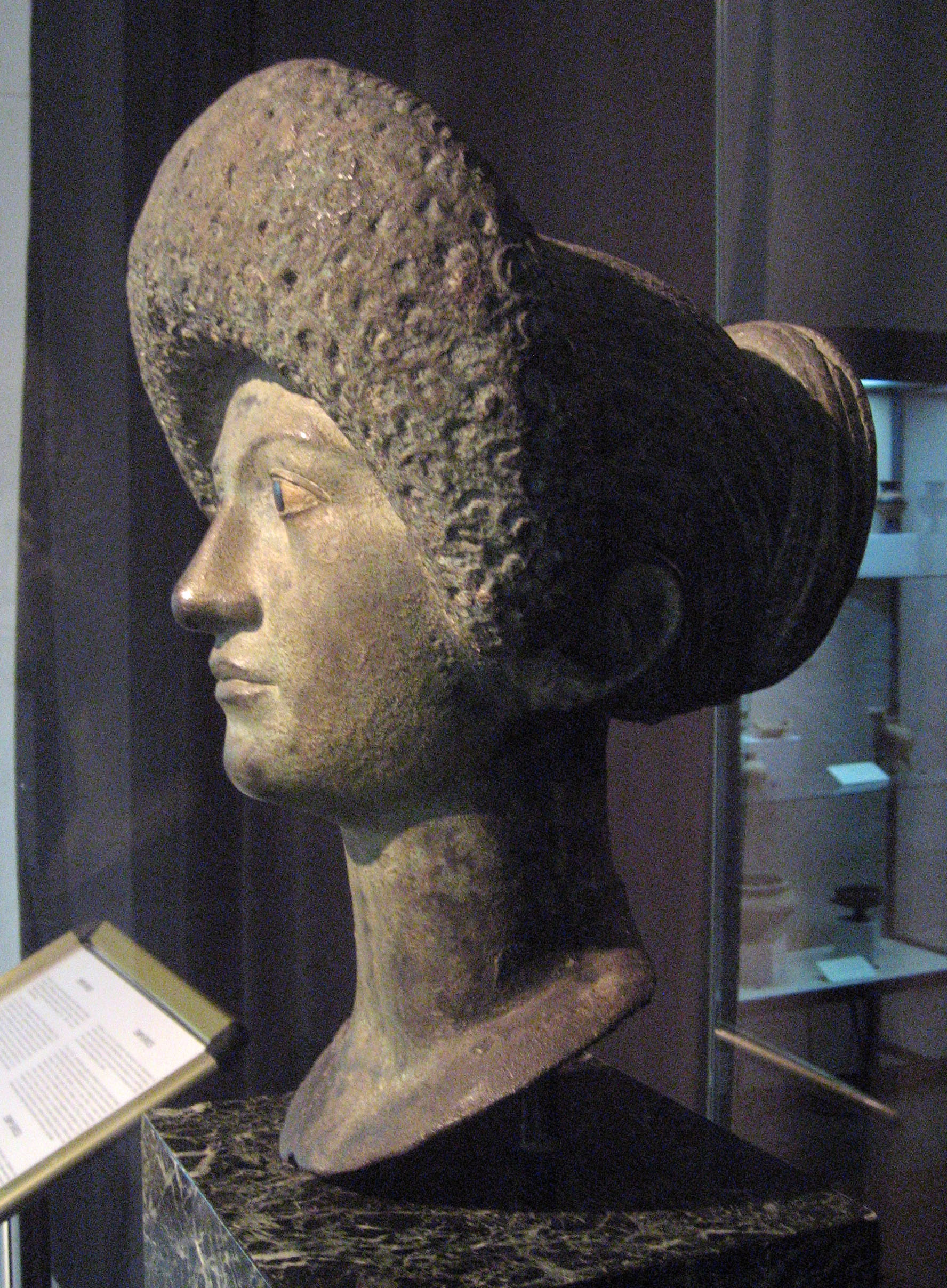
Frauenkopf mit Frisur der flavischen Zeit, heute im Museu d’Arqueologia in Barcelona.

### Römische Kaiserzeit

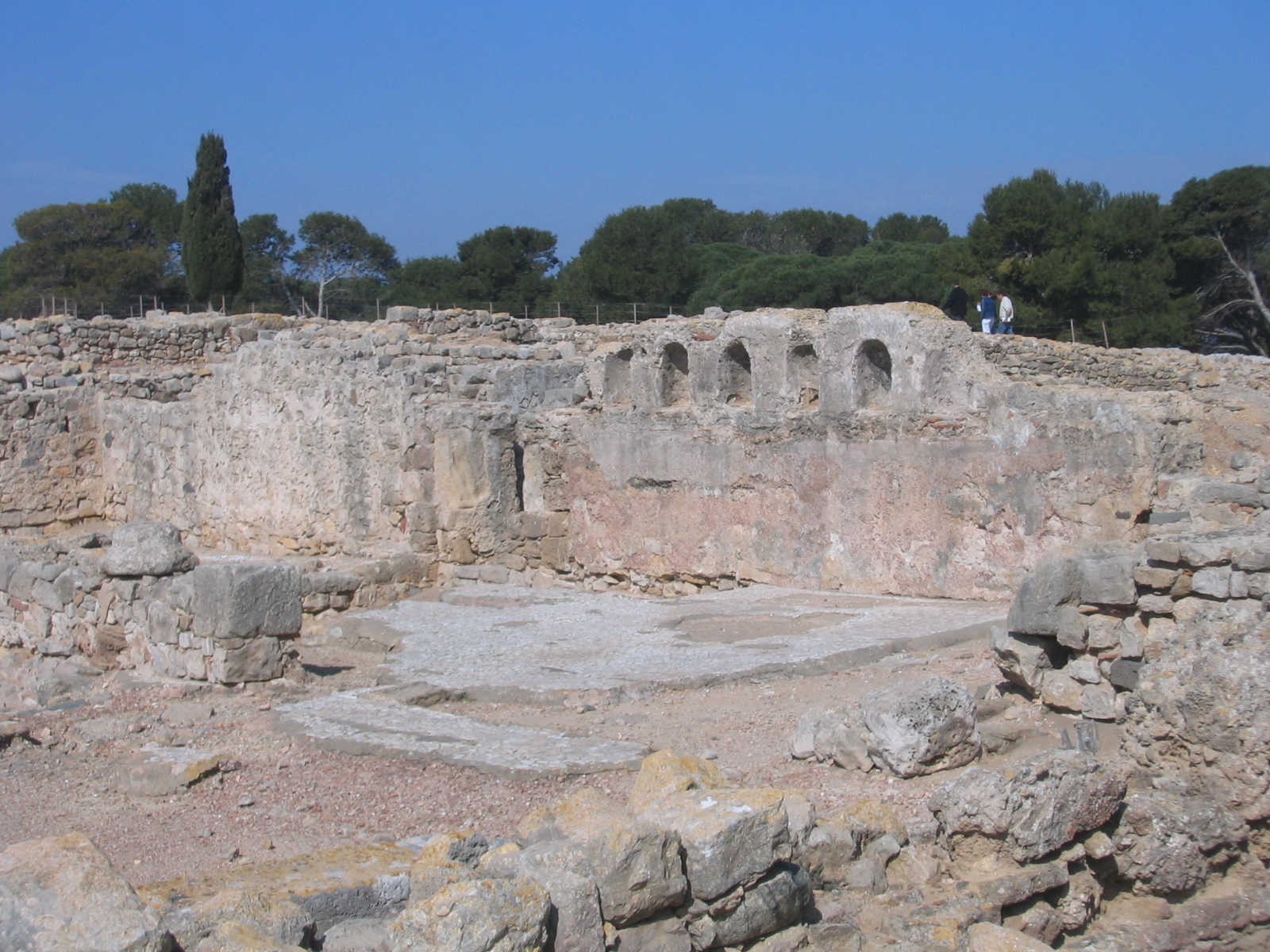
Frühchristliche Basilika in den Resten der Agora der Neapolis.

In der römischen Kaiserzeit verlor die Stadt gegenüber den aufstrebenden benachbarten Großstädten wie Barcino (Barcelona) und der Provinzhauptstadt Tarraco (Tarragona) an Bedeutung. Wirtschaftlich bot Empúries zwar einen guten Hafen, lag aber abseits der bedeutenden Handelsrouten wie der Straße von Bonifacio, auf der unter anderem tarraconensischer Wein, südspanisches Olivenöl oder Garum auf dem kürzesten Weg nach Italien verschifft wurden. Der gleichzeitige Rückgang italischer Exporte, etwa Keramikprodukte wie die sogenannte Campana-Ware oder Terra Sigillata, von denen die Stadt in republikanischer Zeit noch profitiert hatte, verdeutlicht den wirtschaftlichen Niedergang des einst bedeutenden Handelsplatzes. Als Ursache wird weiterhin eine Versandung des Hafens durch Sedimente aus dem Fluvià erwogen.
Der Rückgang finanzieller Kraft ist bereits in späteren Bauten der Munizipalstadt erkennbar. Zwar versuchte man, mit dem Bau eines Amphitheaters und einer palaestra an der südlichen Stadtmauer mit dem Bauprogramm benachbarter Städte Schritt zu halten. Die sehr einfache Ausführung der Bauten belegt aber bereits, dass es der Stadt dazu an Mitteln fehlte. Die Zahl der gefundenen Inschriften, die besonders ab der mittleren Kaiserzeit gesetzt wurden, ist, verglichen mit anderen hispanischen Städten, gering. Die südliche Portikus des Forums stürzte in flavischer Zeit ein und wurde nicht wieder aufgebaut. Straßen und Entwässerungskanäle wurden kaum noch instand gehalten. Das Leben dürfte seit der hohen Kaiserzeit mehr und mehr zwischen Ruinen stattgefunden haben. Inschriften bezeugen, dass in der Stadt eine vexillatio der Legio VII Gemina gelegen hat. Kleinfunde wie Keramik und Münzen weisen auf die Besiedlung der Planstadt in der Ebene bis in das 3. Jahrhundert n. Chr. hin. Möglicherweise führte ein Frankeneinfall in Spanien im Jahr 260 n. Chr. zur endgültigen Aufgabe der römischen Stadt in der Ebene. Die späteste Münze wurde unter Claudius Gothicus geprägt. Ein Fortbestand der Besiedlung ist durch die Einrichtung einer frühchristlichen Kirche in den Resten der Agora belegt.

### Spätantike
In der Spätantike wies die Entwicklung von Empúries Parallelen zu zahlreichen spätrömischen Siedlungen auf: Als im Jahr 409 vandalische, alanische und suebische Krieger die Pyrenäen überschritten, endete für die Halbinsel eine lange Periode weitgehenden Friedens, und dies hatte augenscheinlich auch Folgen für Empúries. Die Besiedlung zog sich auf höher gelegene, leichter zu verteidigende Areale zurück. Die römische Planstadt in der Ebene wurde verlassen, den Kern der Siedlung bildete wieder die ehemalige Palaiapolis im Bereich des heutigen Sant Martí d’Empúries. Damit konnte die Stadt weiterhin den Hafen kontrollieren und sich am Seehandel beteiligen, was durch Funde von Importwaren dieser Zeit, etwa afrikanische Sigillata oder Amphoren aus dem östlichen Mittelmeerraum, gut belegt ist.
Im 4. oder 5. Jahrhundert wurde die Stadt Bischofssitz und blieb es bis in die westgotische Zeit. Noch im Jahre 616 unterzeichnete ein Bischof in Tarraco als episcopus Impuritani Civitatis. Die civitas bestand also über das Ende des weströmischen Reiches hinaus. Seit der arabischen Invasion der iberischen Halbinsel im Jahr 711 liegen sowohl über den Bischofssitz als auch über die Stadt keinerlei schriftliche Quellen mehr vor.

### Mittelalter
Etwa ein Jahrhundert später wurde Sant Martí d’Empúries Mittelpunkt der unter karolingischem Einfluss entstandenen Grafschaft Empúries. Die strategisch günstig gelegene Siedlung wurde seit 812 durch Ermengar als Residenz genutzt, die zu einem nicht näher bestimmbaren Zeitpunkt im 10. oder 11. Jahrhundert nach Castelló d’Empúries verlegt wurde. Hinweise auf die frühmittelalterliche Siedlungstätigkeit lieferten vor allem neuere Grabungen auf der Plaça Major, wo sich Einbauten fanden, die spätantike Schichten durchschnitten. Zu den Funden gehört eine besonders charakteristische Keramik dieser Zeit.
Der befestigte Ort war im Mittelalter mehrmals Schauplatz kriegerischer Auseinandersetzungen, so im Jahre 1285 während des Aragonesischen Kreuzzuges und bei einem Einfall Philipps III. von Frankreich nach Katalonien gegen Peter III. von Aragón. 1467/68, bereits unter der Herrschaft der Krone Aragon, belagerten während des katalanischen Aufstandes gegen Johann II. von Aragón Truppen des Königs den Ort und beschossen ihn mit Kanonen. Mehrere Kanonenkugeln mit Kalibern von 21 und 41 Zentimeter wurden bei Ausgrabungen an der Plaça Petita auf der Sohle eines Brunnens gefunden.
Erst mit dem Ende des Mittelalters verlor Sant Martí seine Bedeutung, die Befestigungsanlagen verfielen oder wurden als Steinbruch genutzt. Einige Reste sind am südlichen Rand der Plaça Major noch sichtbar. Der Siedlungsschwerpunkt hat sich in der Neuzeit weiter nach Süden in den Ort L’Escala verlagert.

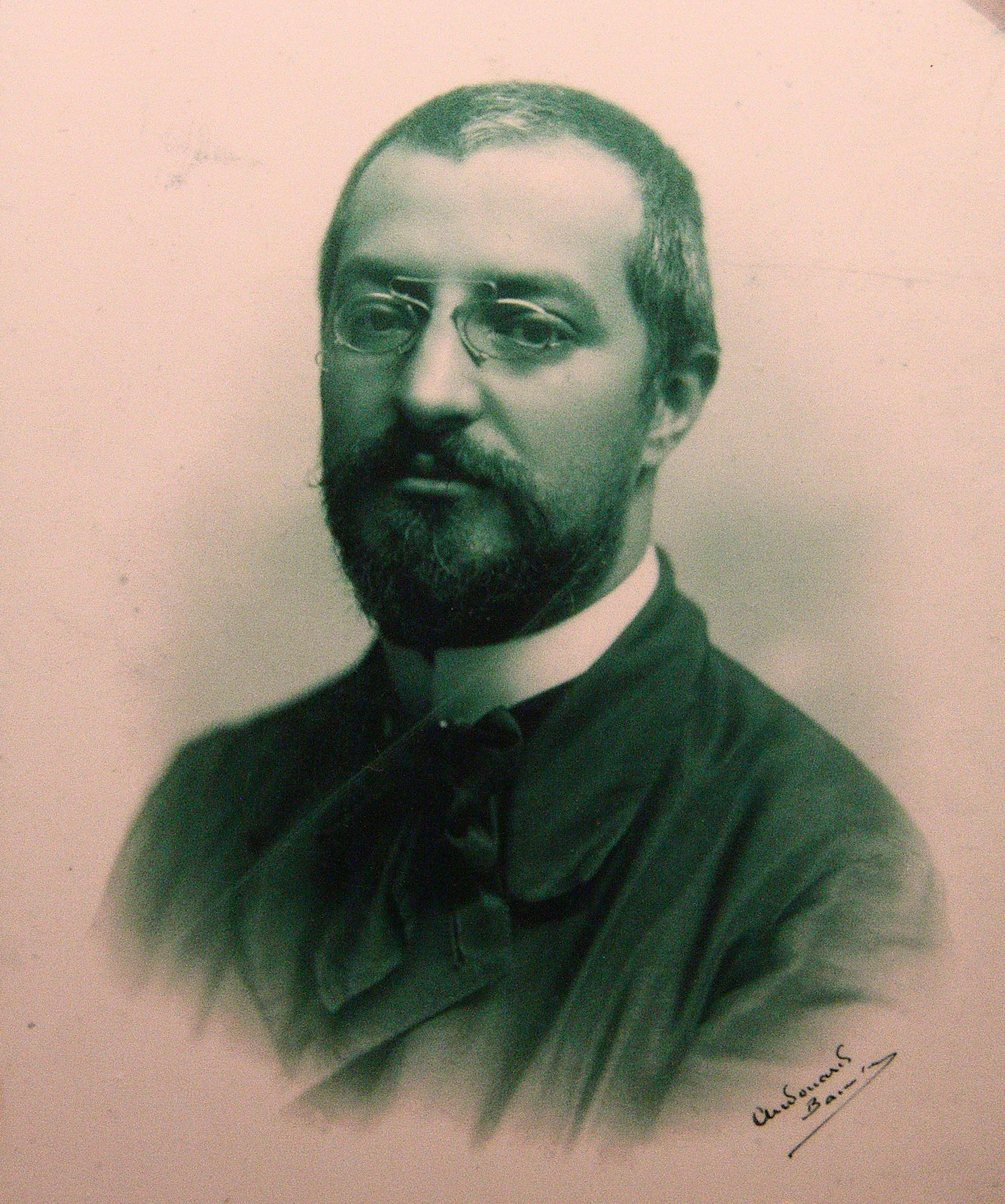
Josep Puig i Cadafalch ließ 1908 erste größere Ausgrabungen durchführen.

### Forschungsgeschichte
Die Ruinen von Empúries wurden bereits im 15. Jahrhundert durch Joan de Margarit (1421–1484), Bischof von Girona als das antike Emporiae identifiziert. Die erste Beschreibung der Anlage liegt aus dem Jahr 1609 vor.
Erste öffentlich finanzierte Ausgrabungen fanden 1846–48 im nordöstlichen Teil der Neapolis und im römischen Forum statt. 1907 stellte der Architekt Josep Puig i Cadafalch Pläne zur Freilegung der Ruinen vor und grub im folgenden Jahr am südlichen Tor der Römerstadt sowie etwas später in der Neapolis. Die weiteren Grabungen von 1908–1936 leitete Emili Gandia i Ortega, dessen Grabungstagebücher im örtlichen Museum aufbewahrt werden.
Während des Spanischen Bürgerkrieges kam die Ausgrabungstätigkeit zum Erliegen. 1940 nahm Martín Almagro die Grabungen wieder auf. Untersucht wurden besonders die Stadtmauer, das römische Forum, die Gräberfelder und die städtischen Wohnsiedlungen. Über die Fortschritte der Grabungen wurde regelmäßig in der Zeitschrift Empúries. revista de prehistòria, arqueologia i etnologia berichtet, deren erste Ausgabe 1939 erschien. Sie wird vom Museu d’Arqueologia de Catalunya herausgegeben. Mit der verstärkten touristischen Vermarktung der Ruïnes d’Empúries sind seit den 1990er Jahren zusammenfassende Darstellungen erschienen, das Führungsheft wurde in englischer, französischer und deutscher Übersetzung herausgegeben.

## Anlage

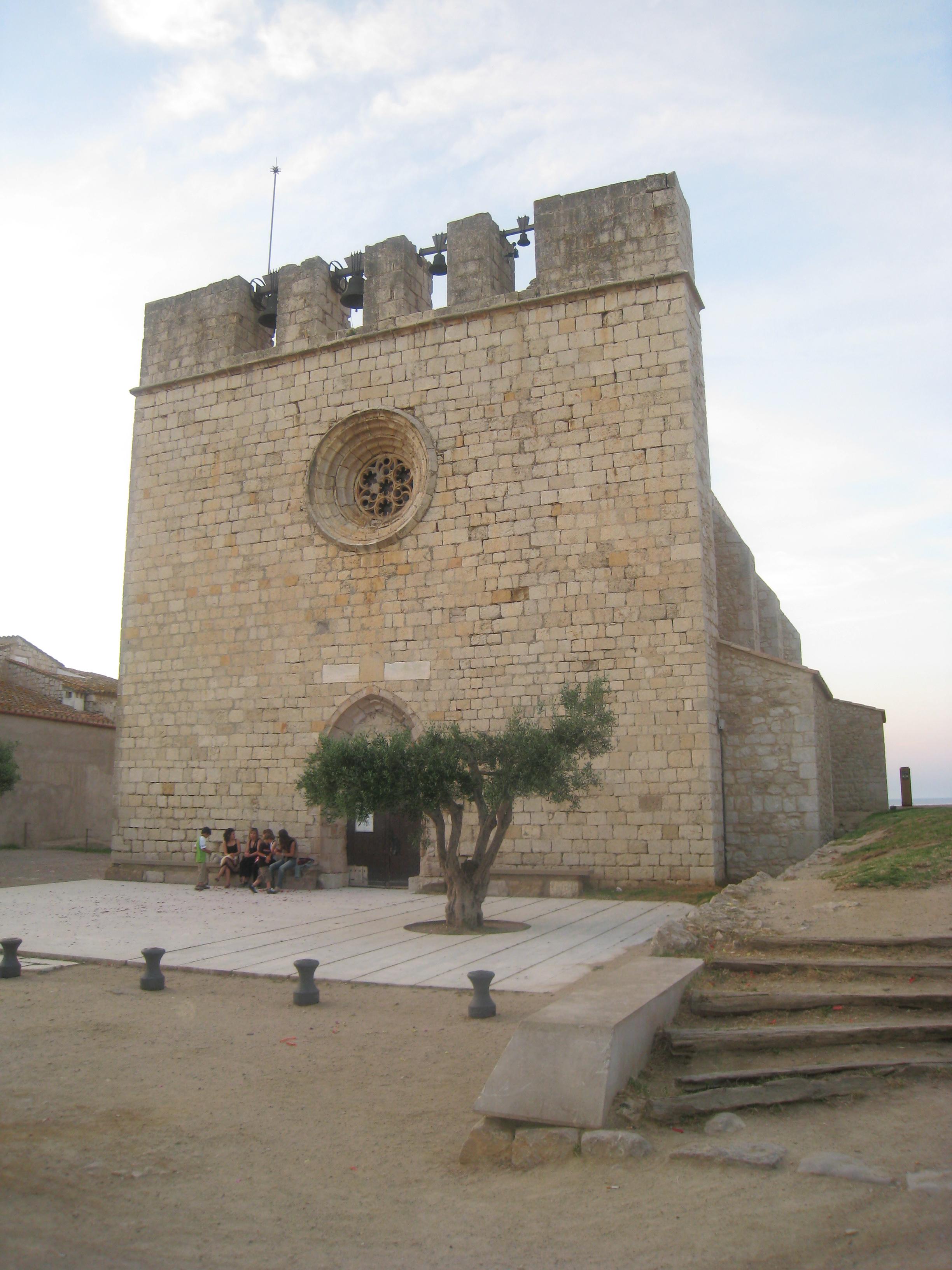
Spätgotische Kirche von Sant Martí d’Empúries.

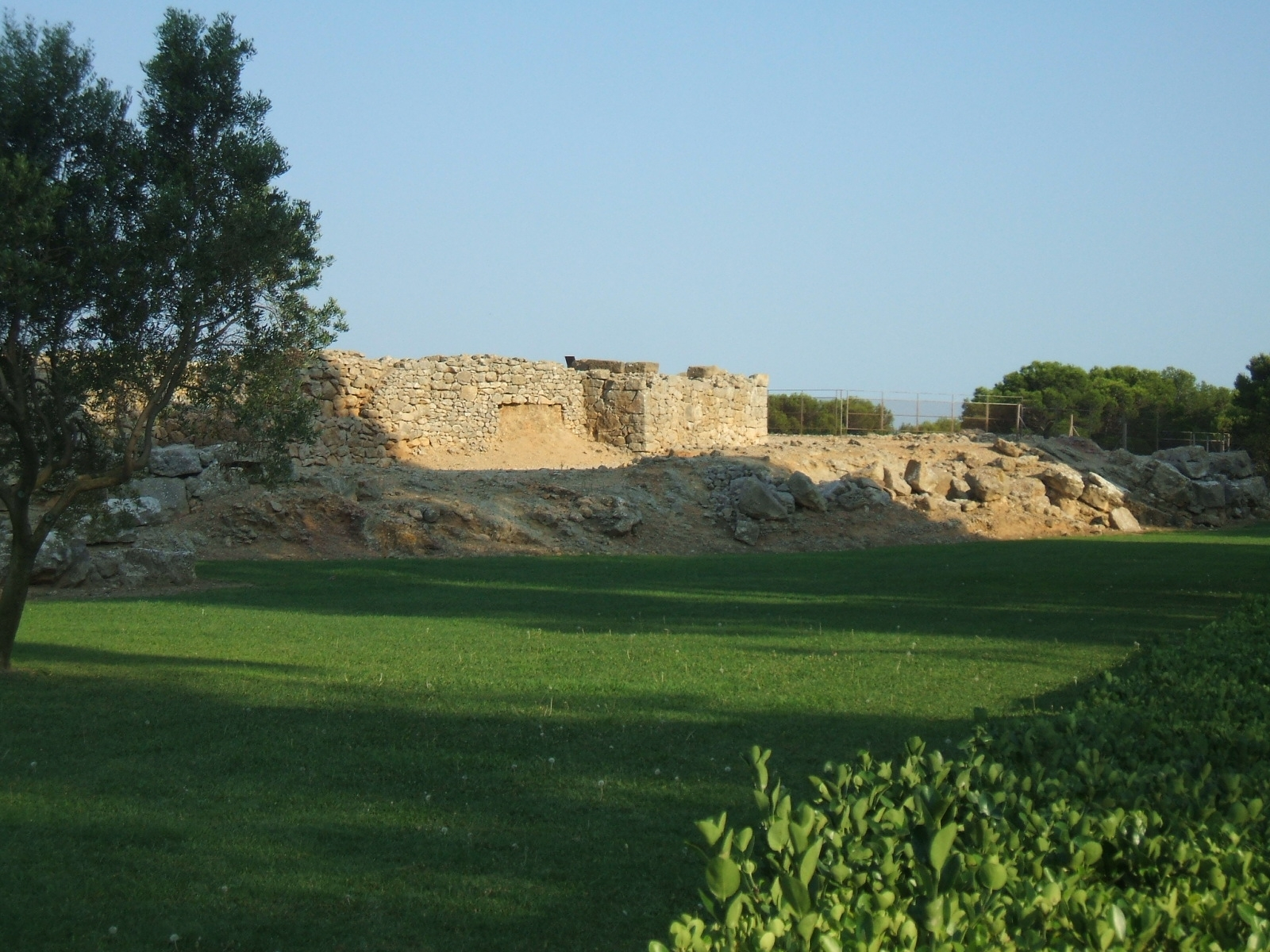
Neapolis, Ansicht der Terrasse des Heiligtums.

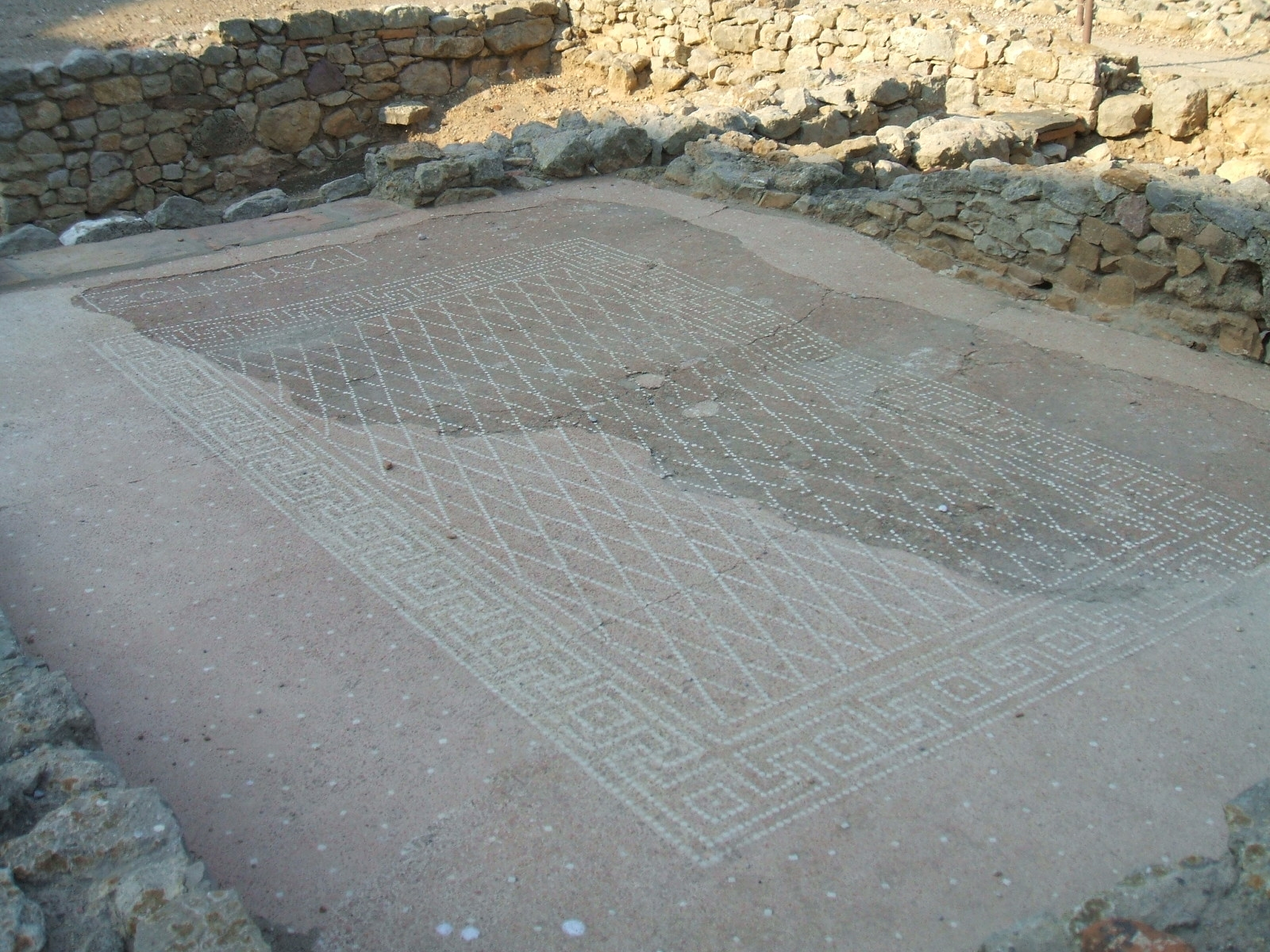
Wohnraum mit griechischer Bodeninschrift.

### Palaiapolis (älteste griechische Stadt)
Der älteste Teil der Siedlung wurde jahrhundertelang mit dem mittelalterlichen Dorf Sant Martí bebaut. Die Möglichkeiten der Archäologie sind deshalb auf sehr wenige Ausschnitte beschränkt. Fragmente eines archaischen Frieses, auf dem zwei Sphingen dargestellt sind, werden mit einem Heiligtum des bei Strabon erwähnten Kultes der Diana von Ephesos in Verbindung gebracht. Dazu gehören ein Altar und ein ionisches Kapitell. Die Objekte wurden bei Restaurierungsarbeiten zu Beginn des 20. Jahrhunderts in der Nähe der Kirche entdeckt, deren älteste Teile aus dem 10. Jahrhundert stammen.
Neuere Grabungen unterhalb der Plaça Major deckten Teile mehrerer Wohngebäude auf, die in die Zeit zwischen 575 und 550 v. Chr., der ältesten Siedlungsphase der griechischen Apoikie, datieren. Es handelte sich um Häuser mit rechteckigem Grundriss, steinernem Sockel und gestampftem Lehmfußboden.
Die Palaiapolis war von einer mächtigen Mauer umgeben, deren Reste 1962, 1963 und 1975 freigelegt wurden. Einige Teile sind nördlich der Kirche sichtbar. Es ist jedoch bislang nicht möglich, eindeutig zwischen antiken Mauern, spätantiken und mittelalterlichen Anbauten zu unterscheiden, da die Anlage in mehreren Epochen weiter benutzt und umgebaut wurde.

### Neapolis (griechisch-iberische Neustadt)
Während der Name der Palaiapolis durch Strabon belegt ist, handelt es sich bei dem Gegenstück, der Neapolis, wohl um eine Wortschöpfung der Neuzeit, die auf Josep Puig i Cadafalch zurückgeht. Ob der Name in der Antike gebräuchlich war, ist nicht durch Quellen gesichert. Die sichtbaren Überreste gehören größtenteils zu monumentaleren Bauwerken der letzten beiden Jahrhunderte vor Christus.
Die aus auffällig großen Quadern errichtete Stadtmauer nahm eine Fläche von 250 × 145 Metern (3,6 ha) ein. Sie war mit quadratischen Türmen bewehrt und entstammte größtenteils dem 5. oder 6. Jahrhundert v. Chr. Im 4. Jahrhundert wurde sie umgebaut und ein Vorwerk (proteichisma) angelegt. Im zweiten Viertel des 2. Jahrhunderts wurde der südliche Teil um 25 Meter nach Süden vorverlegt, um Platz für Tempelbauten und dazugehörende Portiken zu erhalten. Man betritt auf dem Rundweg die Stadt durch das dabei entstandene Tor in ihrem jüngeren Teil, das früheste Fundmaterial aus der zweiten Hälfte des 6. Jahrhunderts liegt eher aus den nördlichen Stadtbezirken vor.
Hinter dem südlichen Tor führte eine Gasse in die Stadt, die zwei heilige Bezirke trennte. Auf dem östlich gelegenen Platz befand sich der dem Serapis zugeschriebene Tempel. Die Bedeutung des westlich der Gasse gelegenen Heiligtums erschließt sich durch die Lage von Tempel und Platzanlage auf einer erhöhten Terrasse. Dadurch zeigt diese Tempelanlage deutliche Anklänge an hellenistische Monumentalarchitektur. Der Platz wurde mehrfach umgestaltet und hat eine komplizierte Baugeschichte. Zeitweise befanden sich dort ein monumentaler Altar und zwei Tempelbauten. Gegen Ende des 1. Jahrhunderts v. Chr. wurde ein dritter Tempel errichtet, der die aufgegebene Stadtmauer überlagerte.
Einen monumentalen Charakter besitzt auch die 52 × 40 Meter große Agora. Für ihre Errichtung wurden mehrere Wohngebäude in der Nähe des Hafens abgerissen. Ihre nördliche Seite begrenzte eine 52 Meter lange, doppelgeschossige Portikus. An den übrigen drei Seiten befanden sich eingeschossige Säulenhallen.
Die heute sichtbaren Reste der Wohnbebauung stammen aus der letzten Besiedlungsphase. Der Bautyp folgte mit Atrium, Impluvium, in einigen Fällen Peristylen, weitgehend italischen Vorbildern dieser Zeit. Erhaltene Reste der Ausstattung sind häufig ornamental verzierte opus-signinum-Böden. In einem Raum eines Gebäudes im Hafenbereich ist auf einem solchen die griechische Inschrift ΗΔΥΚΟΙΤΟΣ erhalten. Sie kann etwa mit „behagliches Lager“ übersetzt werden.

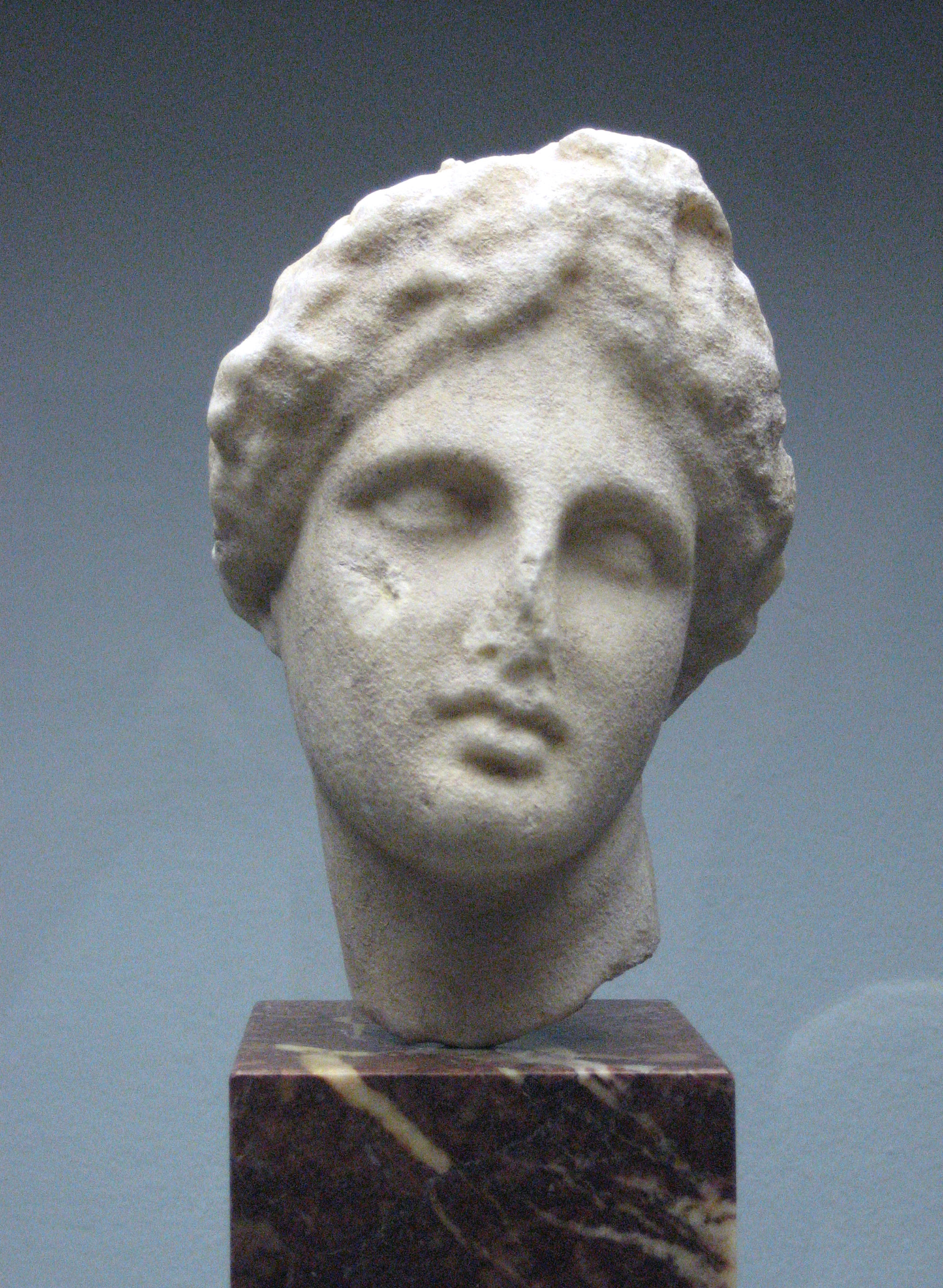
Kopf des Apollon Lykeios im Museu d’Arqueologia de Catalunya Barcelona

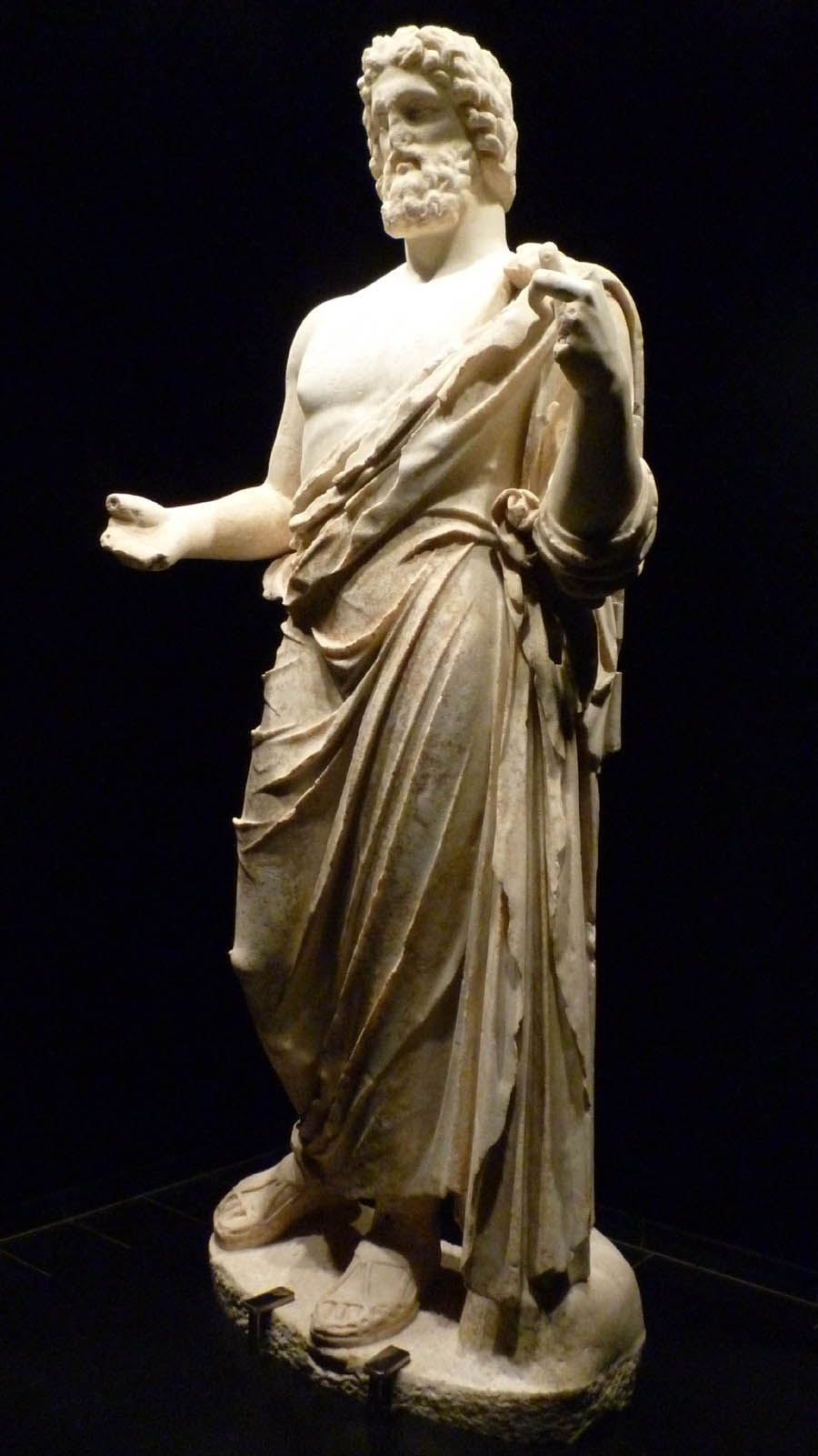
Original der Asklepios-Statue im Archäologischen Museum Girona

#### Asklepios-Tempel
Innerhalb des höher gelegenen, südwestlichen Tempelareals wird ein größerer Tempelbau ganz im Norden als Asklepios-Tempel bezeichnet. 1909 fand man bei Ausgrabungen eine qualitätvolle Statue des Heilgottes, die sich heute im Museu d’Arqueologia de Catalunya in Barcelona befindet. Eine Kopie ist vor Ort aufgestellt. Ob die Weihung sich nur auf den Tempel oder den gesamten heiligen Bezirk mit mehreren Tempelanlagen, Portiken und einem frei stehenden Altar bezog, muss offenbleiben.
Der Fund eines weiteren Statuenkopfes im gleichen Jahr wurde lange Zeit der Göttin Aphrodite, seltener der Artemis zugeschrieben. Eine Bruchfläche am höchsten Punkt des Schädels belegt aber, dass es sich um eine jugendliche Darstellung des in Athen verehrten Apollon Lykeios handelt, der in üblicher Haltung mit dem rechten Arm über dem Kopf dargestellt ist. Die Aufstellung einer Statue des Apollon, Vater des Asklepios, wäre in dem Heiligtum durchaus sinnvoll gewesen.
Über die Ausstattung der Tempelanlage können nur wenige Aussagen getroffen werden. Mehrere Architekturteile, die 1989 in diesem Bereich gefunden wurden, zeigen florale Verzierungen, die in das 5. Jahrhundert datiert werden. Das Gebäude dürfte damit in diese Zeit gehören, da es auch einen Teil der frühesten Stadtmauer überdeckte. In direkter Nachbarschaft befand sich ein weiterer Tempel mit Doppelaltar, dessen Funktion bislang nicht erklärt werden kann.

#### Serapis-Heiligtum

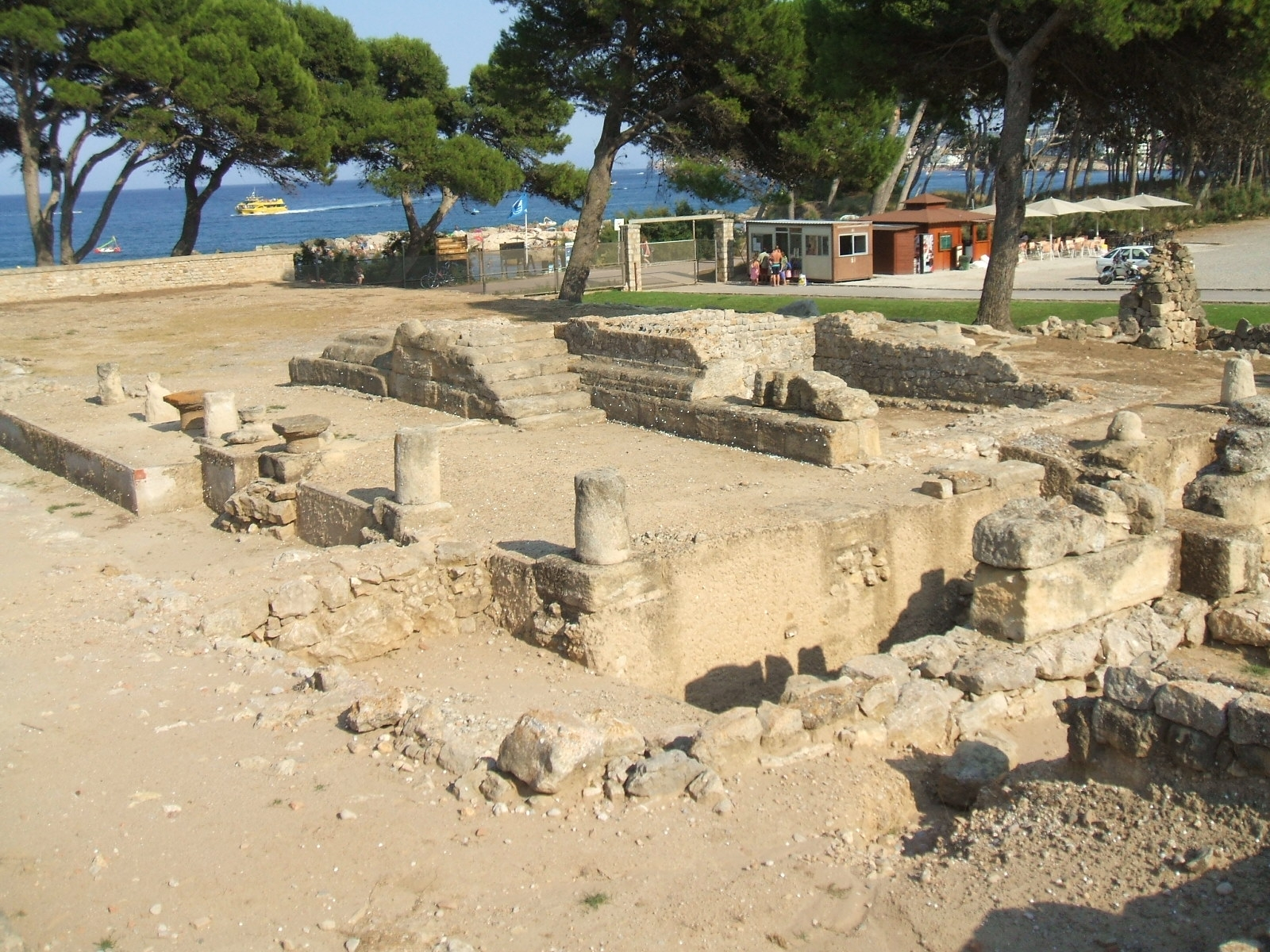
Ansicht der ausgegrabenen Grundmauern des Serapis-Tempels

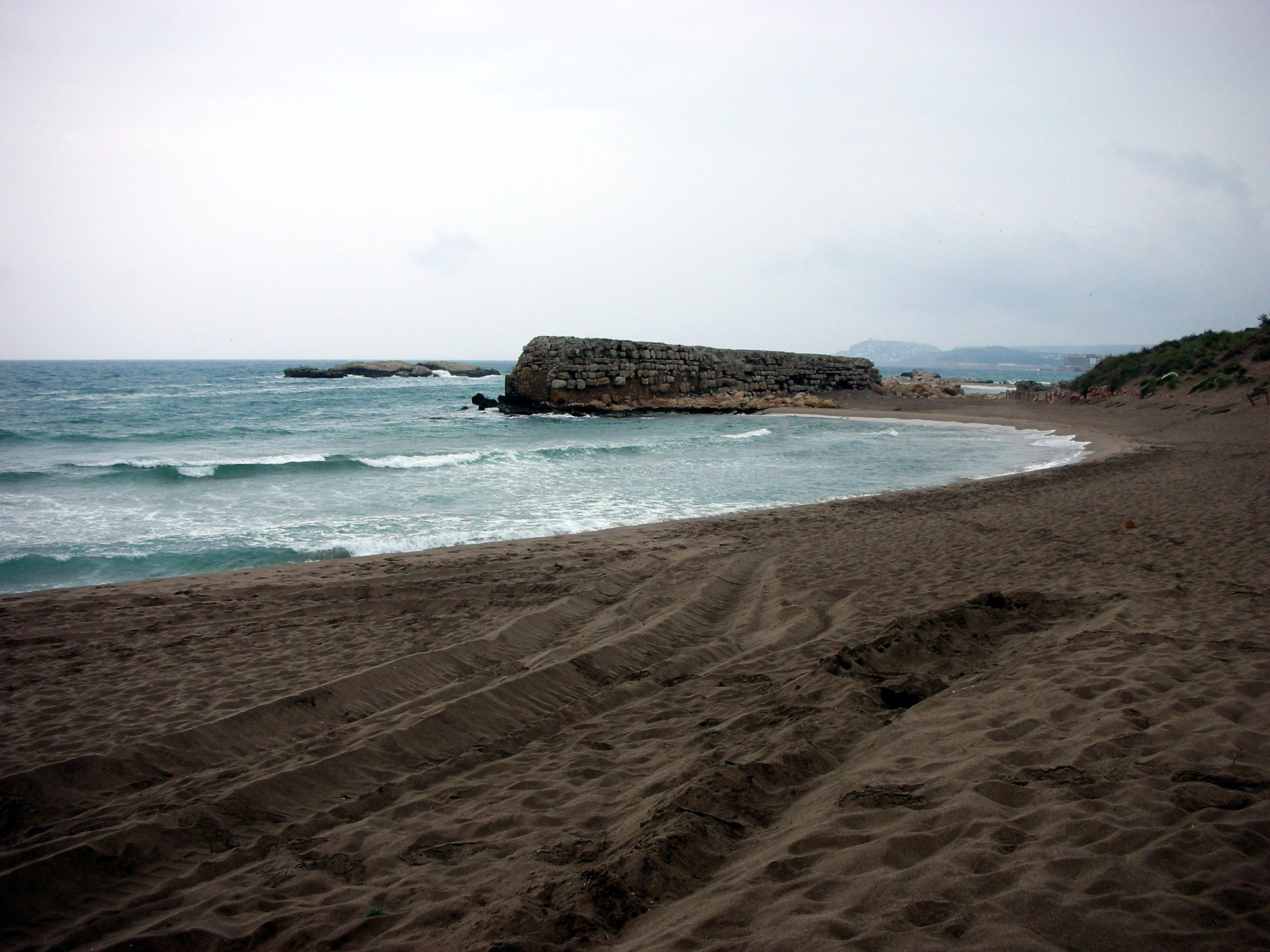
Sogenannte griechische Hafenmole

Neben dem auch als Akropolis bezeichneten südwestlichen Kultbezirk befand sich in der südlichen Stadterweiterung des 2. Jahrhunderts v. Chr. eine weitere größere Tempelanlage östlich des Stadttores. Durch den Fund einer bilinguen Inschrift ist sie als Serapistempel gesichert. Als besonders aufschlussreich gilt die dort erwähnte Weihung von Tempel und Portikus durch einen gebürtigen Alexandriner. Die Inschrift belegt damit die Ausbreitung des in hellenistischer Zeit stark verbreiteten Kultes bis in das westliche Mittelmeer.
Der Tempel selbst befand sich in einem von Portiken eingerahmten, 25 × 46 Meter großen Bezirk. Von einem älteren Tempelbau des dritten Viertels des 2. Jahrhunderts v. Chr. haben sich einige Säulenfundamente der Portikus erhalten, Funde von dorischen Kapitellen und Säulenschäften werden ebenfalls einem Vorgängerbau zugeschrieben.
Die sichtbaren Überreste stammen aus dem zweiten Viertel des 1. Jahrhunderts v. Chr. Es handelte sich um einen prostylen Tempel mit rechteckiger Cella, der in Opus-Certum-Bauweise ausgeführt war. Er ist noch fast bis zur Originalhöhe des Podiums vorhanden (1,80 Meter). Der Grundriss des Podiums, ein sogenanntes cyma reversa, hat Vorbilder im italischen Raum. Auffällig sind die Treppenaufgänge an den seitlichen Längsseiten. Die Bauweise wiederholte sich am Forumstempel der römischen Planstadt. In der Kaiserzeit fand sie sich häufiger bei Tempeln des Kaiserkults, auf der iberischen Halbinsel etwa am sogenannten Diana-Tempel in Emerita Augusta oder beim Tempel von Évora.

#### Hafenanlage
Nordöstlich der Neapolis erstreckte sich ein größerer Hafenbezirk. Eine gut erhaltene Mauerstruktur am Strand wird traditionell als griechische Hafenmole bezeichnet. Sie ist noch 79,4 m lang, 5,3 m breit und 4,8 m hoch. Die Mole liegt größtenteils auf einem der Küste vorgelagerten Felsen und besteht aus sorgfältig behauenen Quadern mit einem Opus-Caementitium-Kern.
Funktion und Datierung des Monuments sind allerdings nicht so eindeutig wie die Benennung. So stellt sich bei einer Verwendung als Anlegestelle für Schiffe die Frage, ob der Wasserspiegel in der Antike wesentlich höher lag. Wahrscheinlicher ist eine Funktion als Wellenbrecher für den Hafen gegen häufiger auftretende Stürme von Osten. Die Datierung der Anlage kann aufgrund weniger Funde nur mit Vorsicht erfolgen. Einschlüsse von Keramik im Gusszement liegen aus der römisch-republikanischen Zeit vor, nicht jedoch aus der späteren Kaiserzeit. Auch die Bautechnik belegt, dass sie frühestens in der Zeit römischen Republik erbaut worden sein kann. Außer dem Bereich der ehemaligen Flussmündung und dem von der Mole geschützten Bereich sind wahrscheinlich auch weitere kleinere Buchten als Hafen genutzt worden.

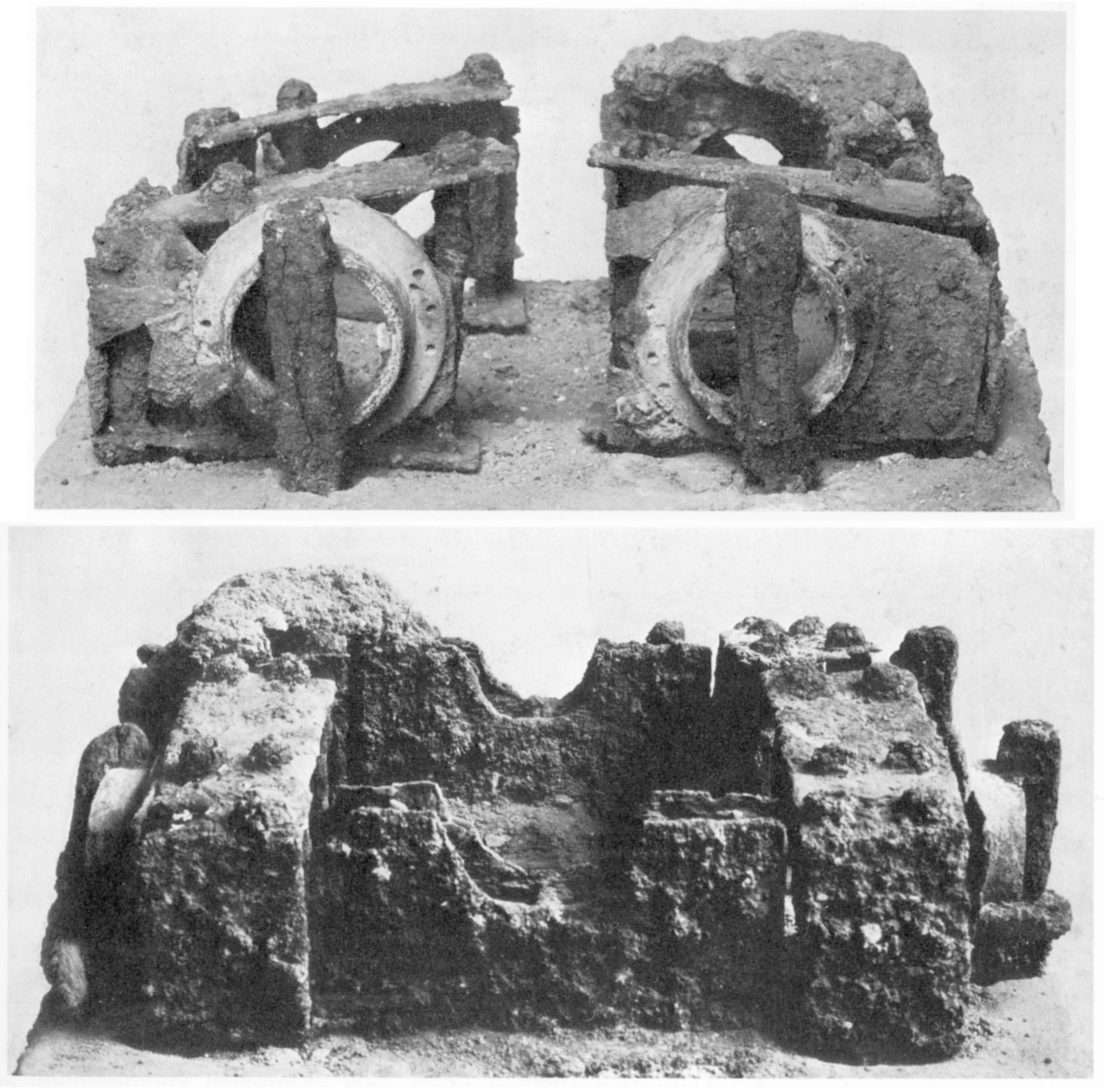
Bild des Originalfundes von 1912. Oben Aufsicht, unten Seitenansicht

#### Der Geschützfund von Ampurias

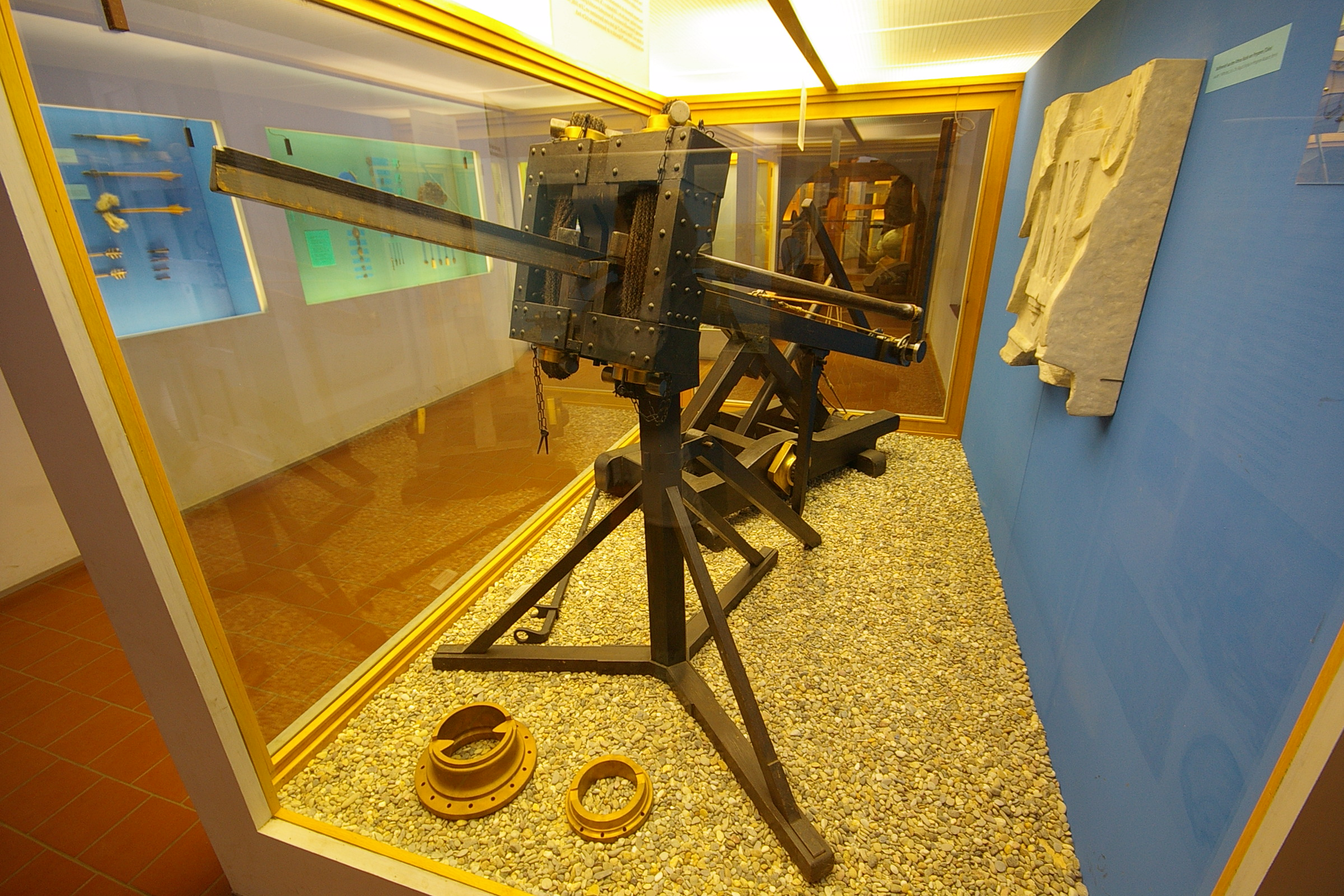
Nachbau des Ampurias-Geschützes von E. Schramm im Saalburgmuseum

In der Nähe des Südtores der Neustadt entdeckte Emili Gandia i Ortega 1912 ein Depot mit Metallgegenständen, die wahrscheinlich in der ersten Hälfte des 1. Jahrhunderts v. Chr. dort niedergelegt wurden. Zunächst hielt man die Funde für Wagenteile, erst 1914 deutete Walter Bartel die Stücke korrekt als Spannrahmen (Capitulum), und damit als das zentrale Bauteil einer Balliste. Die Konstruktion und die Dimensionen entsprachen sehr genau den Angaben in antiken Texten zur Bauweise dieser Torsionsgeschütze in hellenistischer Zeit.
Mit Hilfe von Erwin Schramm, der schon Geschütze aufgrund von Beschreibungen antiker Autoren nachgebaut hatte, wurde ein Nachbau des sogenannten Ampurias-Geschützes gefertigt. Dieser gilt als einer der besten Nachbauten antiker Geschütze, weil er sich sowohl auf schriftliche Quellen als auch auf den archäologischen Fund bezieht. Bei Schussversuchen lieferte das Ampurias-Geschütz gute Ergebnisse. Der Nachbau wird zusammen mit den anderen Geschützen Schramms im Saalburgmuseum gezeigt.

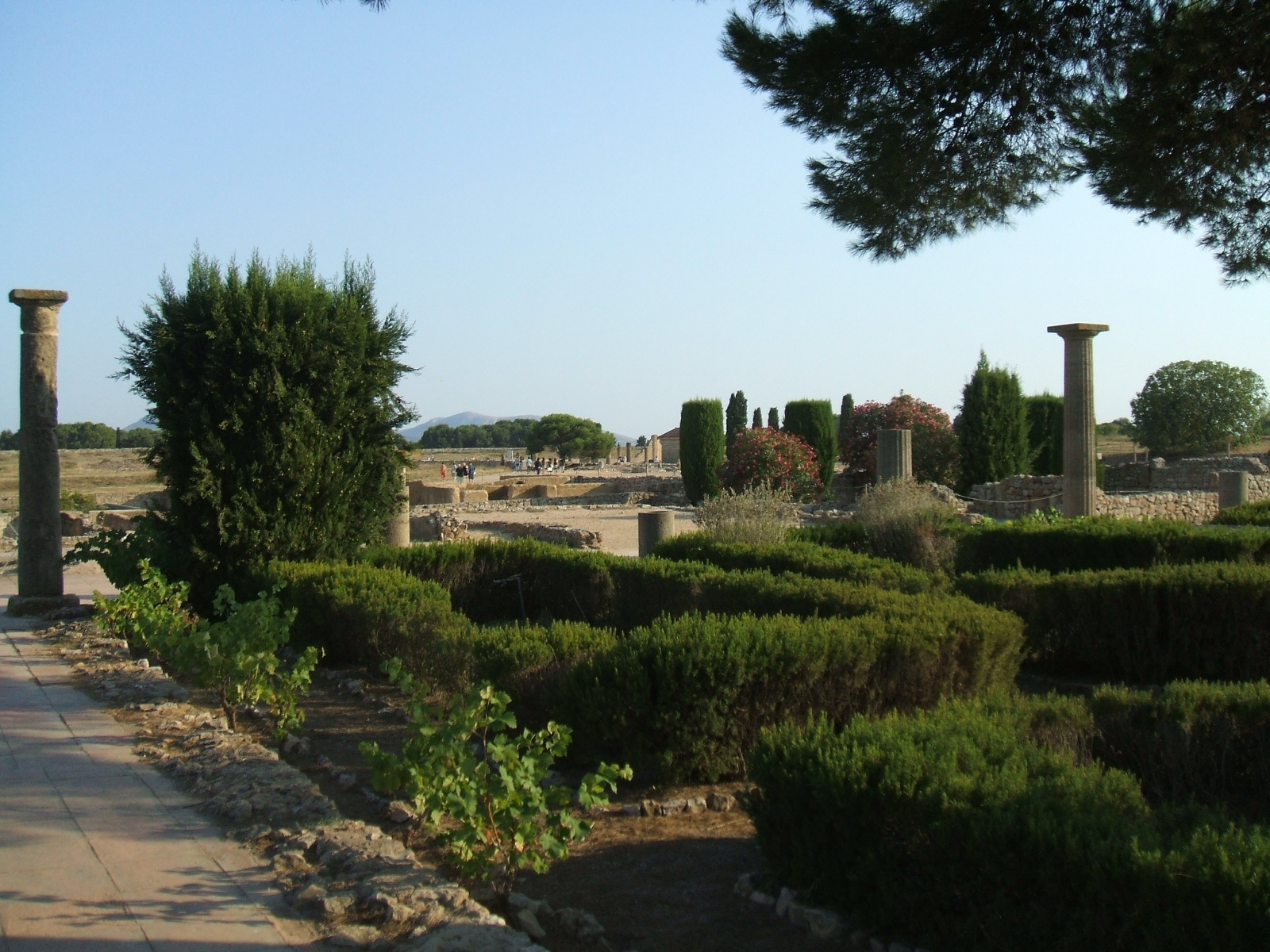
Blick in das Peristyl des römischen Wohnhauses 1

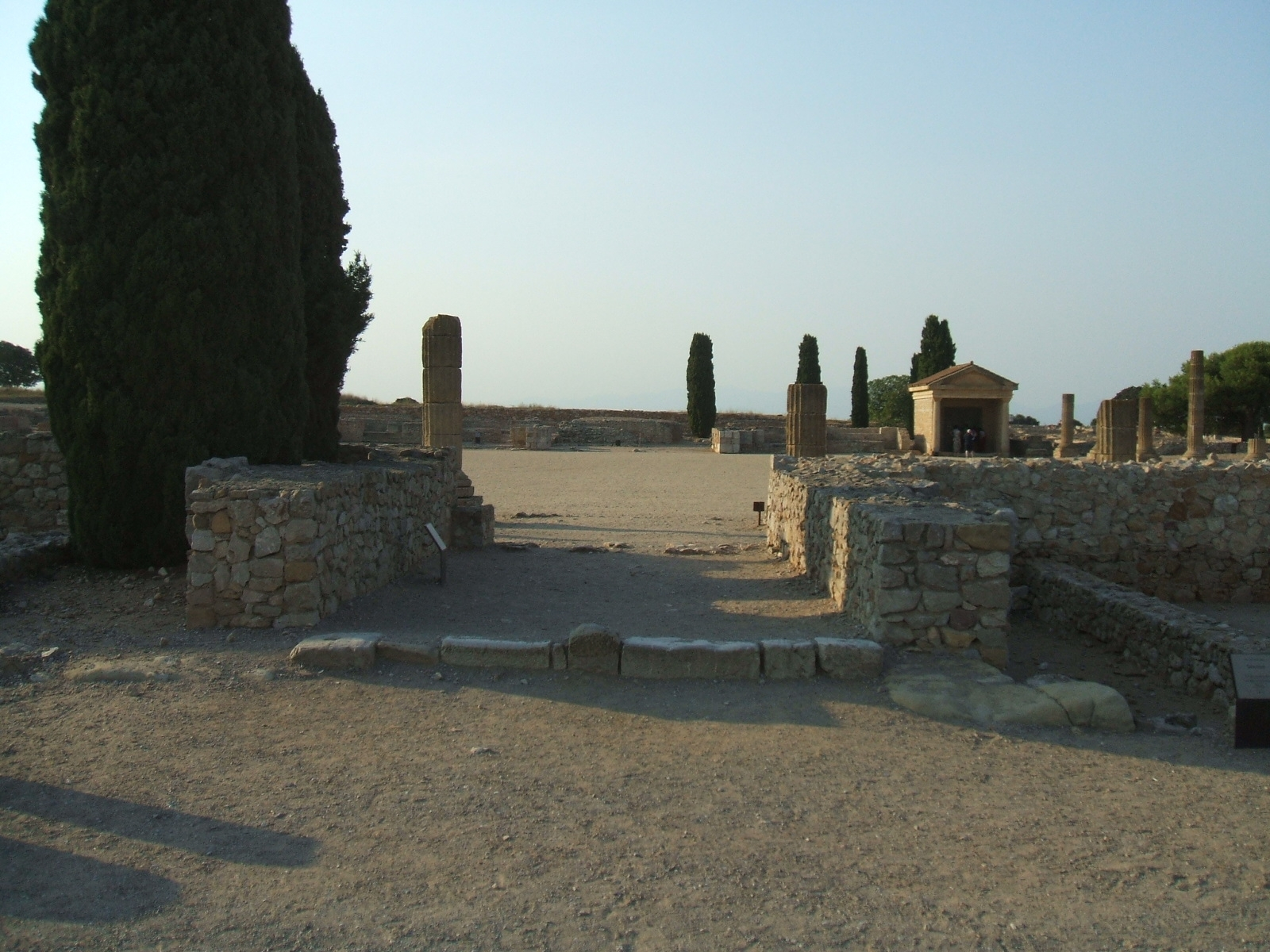
Blick vom Cardo Maximus nach Norden in den zentralen Forumsbereich

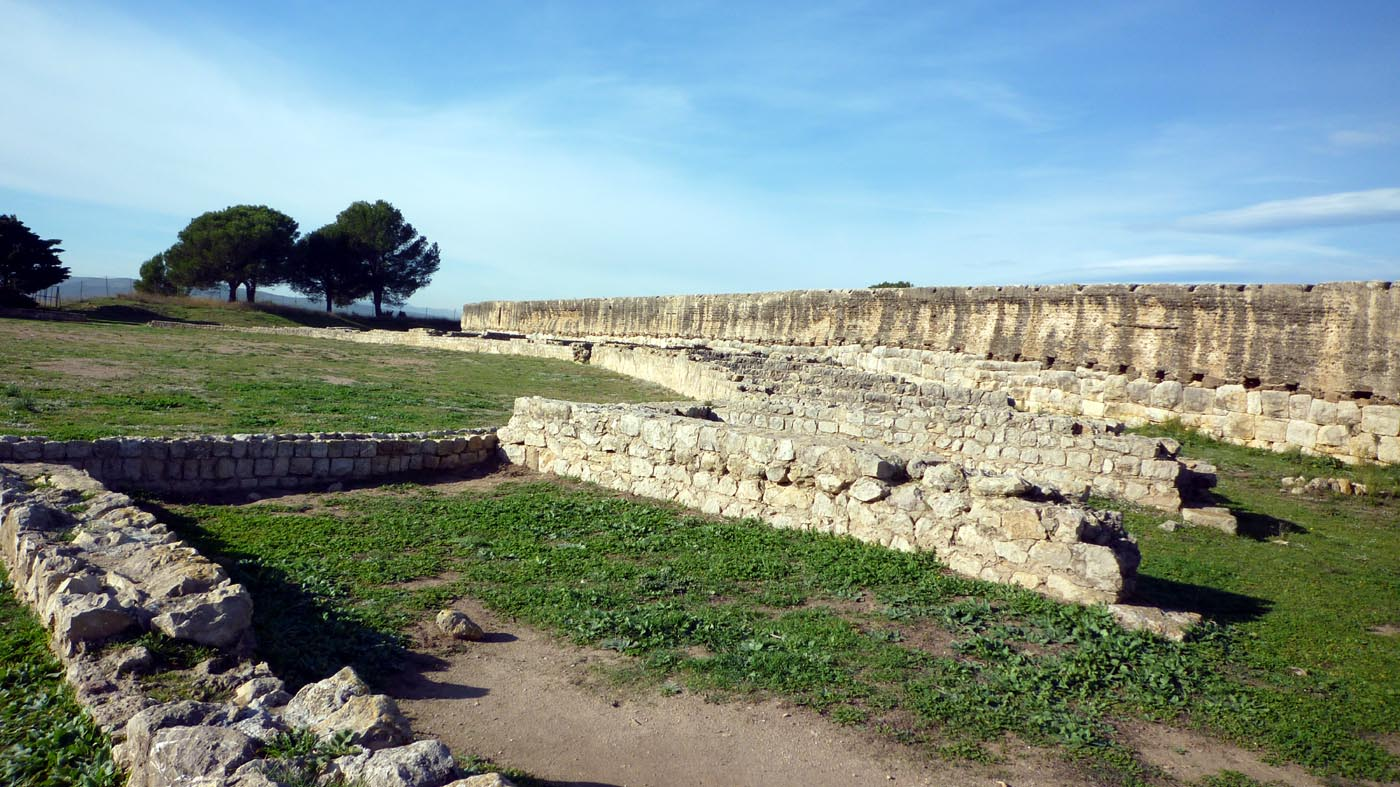
Vor dem südlichen Tor der römischen Stadtmauer. Links im Vordergrund Grundmauern des Amphitheaters

### Römisches Municipium
Gegen Ende des 2. Jahrhunderts v. Chr. entstand etwa hundert Meter westlich der Neapolis eine römische Planstadt. Die Neapolis wurde erst in flavischer Zeit aufgegeben, so dass beide Städte mindestens 150 Jahre parallel existierten. Die Stadt hat die Form eines langgezogenen Rechtecks mit einer Fläche von 300 × 700 Metern oder 21 Hektar. Davon wurden etwas über vier Hektar archäologisch ergraben und konserviert. Ein rechtwinkliges Straßennetz teilte die Stadt in 35 × 70 Meter große Insulae. Die Größe war bereits durch die frührömische Militärstation (praesidium) vorgegeben, von der Teile zwischen der späteren Wohnbebauung freigelegt werden konnten. Dabei handelt es sich vor allem um einen Zisternenkomplex nördlich der sichtbaren römischen Wohnhäuser. Nicht ganz geklärt ist die Funktion einer transversalen Mauer, die das Pomerium in einen kleineren Nord- und einen größeren Südteil trennte. Möglicherweise bezogen sich Livius und Strabon mit der Erwähnung einer solchen Mauer in der griechisch-iberischen Stadt auf die Verhältnisse zu Lebzeiten der Autoren, was erklären würde, warum sich eine solche Mauer nur in der späteren römischen Stadt fand.
Im östlichen Teil der Stadt sind die Grundmauern von drei größeren Gebäuden freigelegt. Es handelte sich um weitläufige Häuser des italischen Typs aus dem 1. Jahrhundert n. Chr. Die Häuser überlagerten bereits die funktionslos gewordene Stadtmauer. Der vordere Teil war jeweils um ein Atrium herum errichtet. Den rückwärtigen, östlichen Teil bildete bei zwei Häusern ein großes Peristyl, wo sich Gärten und größere Wasserbecken befanden. Die Wände der Gebäude bestanden aus Lehm auf einem Steinsockel, darauf waren Wandmalereien aufgetragen. Die Fußböden bestanden aus Mosaiken oder opus signinum.

#### Forum
In der Mitte des südlichen Stadtteils, an der Hauptstraße (Cardo Maximus), befinden sich die ausgegrabenen Reste des Forums. Es nahm die Fläche von vier insulae ein. Am nördlichen Ende befand sich ein viersäuliger Podiumstempel in Form eines Pseudoperipteros. Möglicherweise war dieser dem Iupiter Optimus Maximus oder der Kapitolinischen Trias geweiht. Umbauten aus der Mitte des 1. Jahrhunderts v. Chr., wie die Anfügung von Seitentreppen, stehen möglicherweise in Verbindung mit einer Ehreninschrift für Marcus Iunius Silanus, die aber nur in Fragmenten erhalten ist. Die Gestaltung der Anlage, gefundene Architekturteile und das verwendete Fußmaß legen nahe, dass der Umbau von einem italischen Architekten ausgeführt wurde.
Der Tempel war eingerahmt von drei doppelschiffigen Portiken mit darunter liegenden Kryptoportiken. An der südlichen Seite befanden sich kleinere Geschäfte (tabernae), die sich zum Platz hin öffneten.

#### Amphitheater undpalaestra
Außerhalb des südlichen Abschnitts der Stadtmauer gab es weitere öffentliche Gebäude, westlich der Hauptstraße das Amphitheater, östlich davon einen ummauerten, rechteckigen Platz, der als palaestra gedeutet wird.
Das Amphitheater wurde zu Beginn des ersten Jahrhunderts v. Chr. erbaut. Die Bauweise ist relativ einfach. Erhalten sind die Grundmauern, auf denen sich hölzerne Sitzbänke befanden. Zusammen mit dem Amphitheater von Tarraco gehört es zu den einzigen Anlagen dieser Art, die in Katalonien entdeckt wurden.

#### Stadtmauer

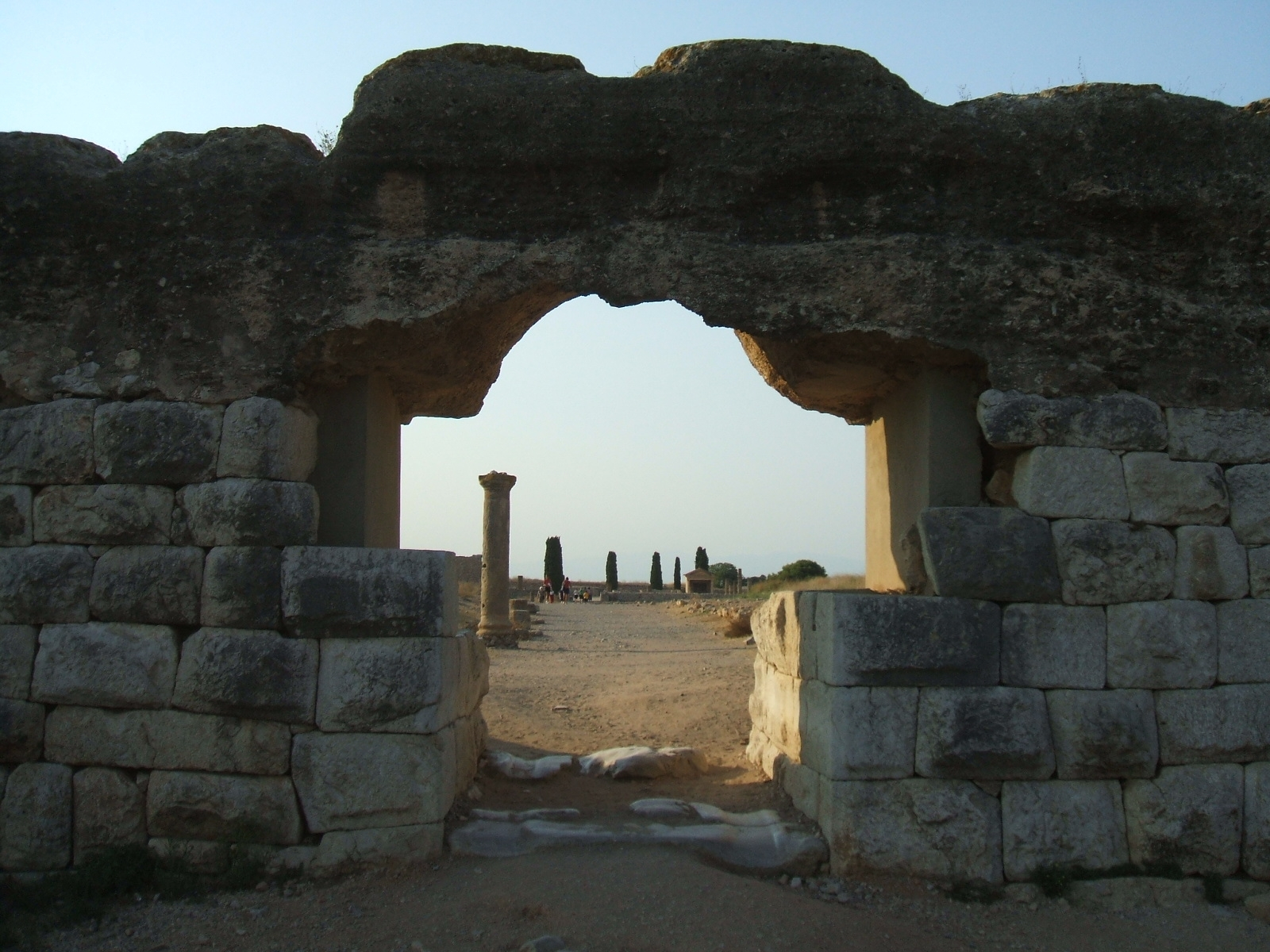
Blick durch das südliche Stadttor.

Von der rechteckigen Stadtmauer sind größere Abschnitte im Süden gut erhalten. Östlich des dortigen Tordurchgangs sind sogar noch Wagenspuren zu sehen. Die Mauer besteht aus zwei Teilen, der Unterbau aus großen Kalksteinquadern, der größere Oberbau wurde aus Gusszement (opus caementitium) hergestellt. Türme sind nicht nachgewiesen. Die Errichtung der Mauer dürfte wohl gleichzeitig mit der Anlage der römischen Stadt am Ende des 2. Jahrhunderts v. Chr. anzusetzen sein. Nahe dem südlichen Tore ist ein Phallussymbol in einen Quader eingemeißelt. Das Zeichen stand in der Antike für Kraft, Glück oder Fruchtbarkeit, bisweilen wurde ihm eine apotropäische Wirkung zugeschrieben.

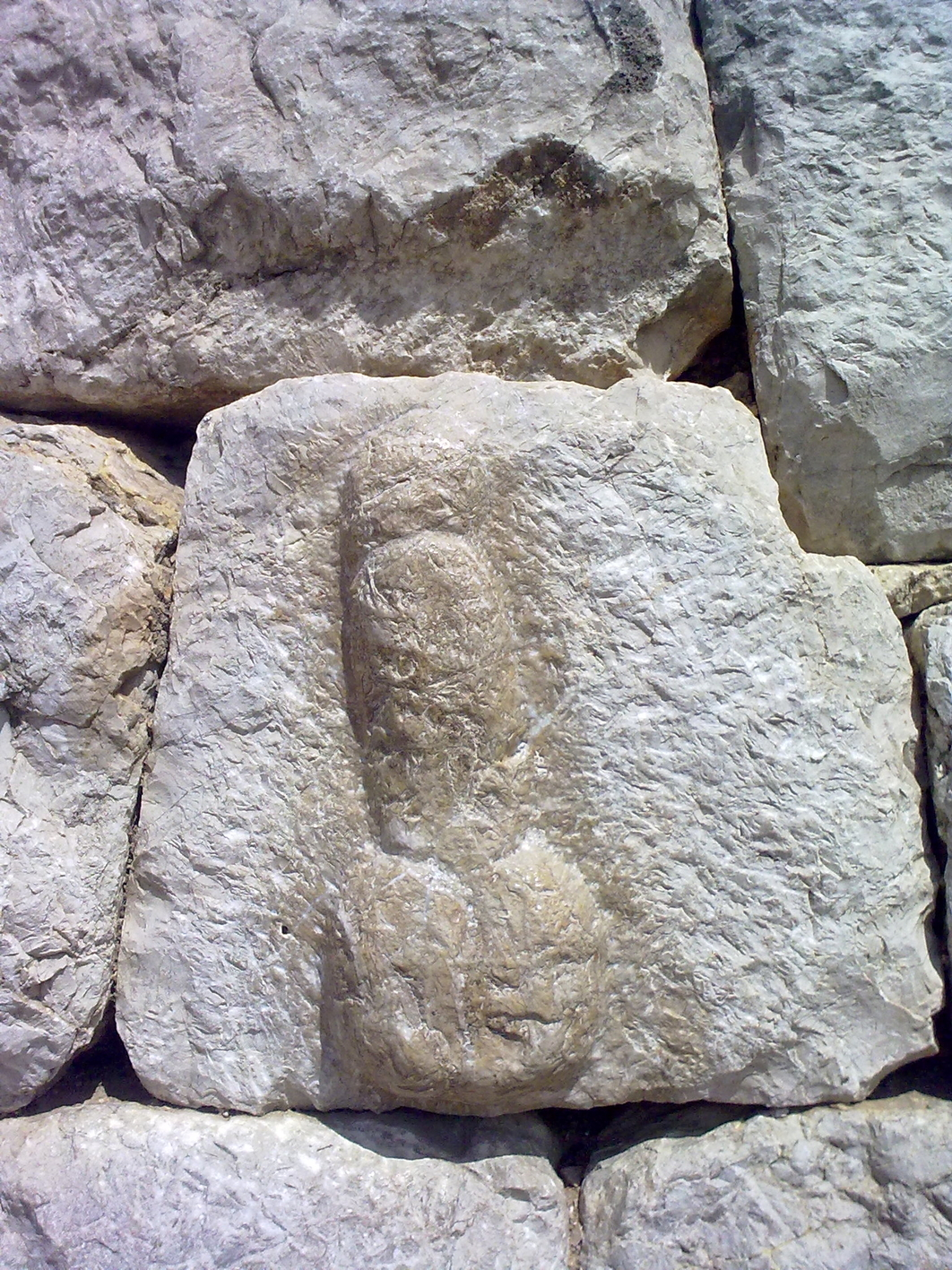
Eingemeißelter Phallus am Stadttor

### Gräberfelder
Die umfangreichen Gräberfelder der antiken Städte wurden lange Zeit nicht genau untersucht. Der Inhalt der Gräber wurde geplündert und gelangte ohne wissenschaftliche Auswertung in den Kunsthandel. Erst nach dem Spanischen Bürgerkrieg fanden planmäßige Untersuchungen durch Martin Almagro statt.
Die frühesten Bestattungen stammten aus der Zeit unmittelbar vor der griechischen Koloniegründung vom Westhang des Hügels Les Corts und befanden sich nördlich des römischen Wohnhauses 1. Es handelte sich um typische Brandbestattungen der Urnenfelderkultur. Nekropolen der griechischen Siedler wurden südlich der Neapolis im Bereich der heutigen Dünen und des Parkplatzes gefunden. Das Gräberfeld Portitxol wurde vor Beginn der regulären Untersuchungen ausgegraben. Nur wenige Stücke daraus sind in den Bestand des Museums gelangt. Immerhin lässt sich durch sie eine Belegungszeit der Nekropole im 6. Jahrhundert fassen, was sie als Begräbnisplatz der Palaiapolis ausweist. Jüngere Gräber der Neapolis befanden sich in der Bonjoan necropolis unter dem heutigen Parkplatz. Sie reichten bis in das erste Jahrhundert v. Chr. zurück. In der Frühzeit gab es dort Brand- und Körperbestattungen nebeneinander, was darauf hindeutet, dass zu dieser Zeit noch keine vollständige Vermischung der kulturellen Einflüsse in der Doppelstadt stattgefunden hatte. Eine weitere Nekropole der vorrömischen Zeit konnte zwischen Sant Martí d’Empúries und der römischen Siedlung festgestellt werden.
Das bedeutendste Gräberfeld der römischen Zeit war Castellet auf dem Hügel Les Corts südwestlich der Stadt. Der Name stammt von einem noch aufrecht stehenden Grabmonument, das in Opus Caementitium-Bauweise errichtet wurde. Die Bestattungen setzten dort im zweiten Jahrhundert v. Chr. ein. Es handelte sich überwiegend um Brandbestattungen, Grabanlagen in Form runder Hügel (tumuli) weisen auf italische Bestattungssitten hin.
Die Gräberfelder der Spätantike liegen nicht derartig weitläufig um die Stadt verteilt. In dieser Zeit konzentrierten sich die Bestattungen wieder auf den Bereich um den Hügel von Sant Martí. Die Neapolis wurde aufgrund der Nähe zur frühchristlichen Basilika als Friedhof genutzt. Die Bestattungen dieser Zeit waren beigabenlose Körpergräber.